# Historia de la telegrafía argentina

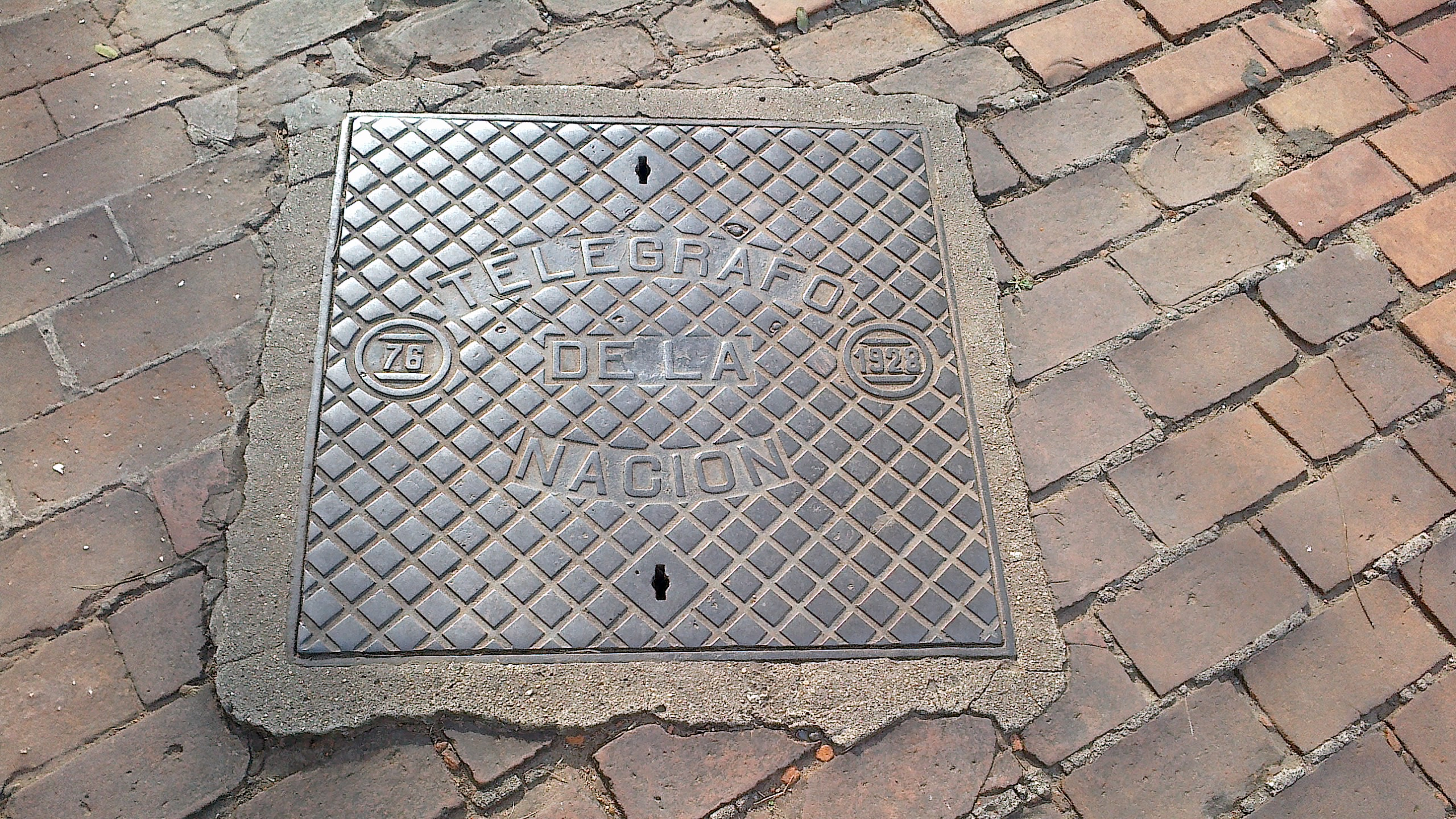
Tapa del telégrafo que se encontraba en el barrio de Belgrano.

La historia de la telegrafía argentina encuentra sus primeros antecedentes en su variante óptica en 1815, poco después de la Revolución de Mayo de 1810, aunque su mayor desarrollo se daría con la difusión de la telegrafía eléctrica durante la presidencia de Domingo Faustino Sarmiento. Argentina recién dispondría de un enlace autónomo con Europa en 1910, aunque la red telegráfica en relación con su población llegaría a ser una de las mayores del mundo ya que en su presidencia se tendieron 5000 kilómetros de líneas telegráficas.
Los objetivos de esta tecnología de la comunicación consistía en analizar y observar las tácticas que eran realizadas por el Estado, para conseguir generar una presencia en los territorios de difícil control. También funcionaba para mejorar el tráfico comercial, y progresar a través de la construcción de caminos y vías ferroviarias entre Argentina y Chile que utilizó gran parte de la población.

## Historia

### Primeros intentos: la telegrafía óptica
En 1815 el inglés Santiago Spencer Wilde propuso a la Junta de Observación de las Provincias Unidas del Río de la Plata el emplazamiento de telégrafos "del tipo inventado por sir Home Popham, en uso en la Marina británica". Se trataba de una variante del telégrafo óptico que el abate francés Claude Chappe implementó a partir de 1794.
Wilde pretendía unir Buenos Aires con el Congreso de Tucumán y con el Ejército de Los Andes pero no tuvo éxito entonces, ni al insistir en 1818, cuando en carta al Ministro de Guerra del 2 de septiembre afirmaba que «pudiera Buenos Aires decir, después de abrir una comunicación tan rápida con el lado occidental de los Andes 'ya no hay Cordillera'», ni en 1821. La iniciativa no prosperó en los niveles gubernamentales; aunque más adelante Wilde creyó que el telégrafo óptico sería también de mucha utilidad en gruplas luchas fronterizas contra el indio, el único momento en que el proyecto pareció reactivarse fue durante la Guerra con el Brasil. Finalmente, las dificultades económicas y políticas hicieron desistir a los interesados. Durante la larga pax impuesta por el rosismo, no se sabe de nuevos intentos de telecomunicaciones. Cuando unas décadas más tarde resurja nuevamente la idea de instalar la telegrafía en Buenos Aires, las circunstancias serán distintas. 

El mismo año de 1815, Eduardo Kaunitz, Barón de Holmberg, presentó al Cabildo de Buenos Aires el "Plan de un telégrafo para la comunicación de los Pueblos interiores", proyecto mucho más prosaico que el de Wilde. Descarta por oneroso el sistema de Chappe y propone 
«hacer algunas banderas de 4, ó, 5 colores, algunos anteojos y algunos libritos en que estén pintadas las banderas de señal con sus respectivos colores, y apuntado su correspondiente número. No soy de aviso de multiplicar demasiado los colores y por consiguiente las banderas, y así creó que con 4 banderas ó 5 de diferentes colores es suficiente, porque con 4 banderas, tomándolas de una a una, por combinación de dos a dos, de 3 a 3, y por permutación o trasposiciones entre las 4 banderas 44 veces, se pueden hacer 38 señales, y aumentando un color o una bandera más, se pueden hacer 150 señales, tomando las 5 de una a una, por combinación de dos a dos, de tres a tres, de quatro a quatro, ó por permutación o trasposición entre las 5 banderas 120 veces entre si, dan, como he dicho, 150 señales diferentes. De noche, se utilizarían globos iluminados utilizando la pirotechnia (que) como todo el mundo sabe, nos enseña claramente el modo de dar a la pólvora diferentes colores, o manchar la pólvora con ciertas materias. De modo que cuando la pólvora se enciende, su explosión o su llama nos aparece de ciertos colores.»
Los colores del telégrafo óptico, eran: Amarillo, azul, celeste, colorado y verde. En 1823 El Centinela informaba que «Las máquinas telegráficas establecidas en el Almirantazgo de Londres y el Arsenal de Portsmouth, que dista 24 leguas, comunican un oficio corto y su respuesta en un minuto» y concluía «Cuánto servicio hará el establecimiento de estas máquinas entre esta Capital y sus fronteras y entre la rada exterior y la Ensenada».

### El Telégrafo impresor
El diario de Buenos Aires El Nacional publicó el sábado 25 de abril de 1857 un artículo en donde Sarmiento difunde los detalles y alaba las ventajas del telégrafo impresor:
“TELÉGRAFO IMPRESOR –Es necesario que las ideas vuelen a la misma rapidez con que se conciben, y el telégrafo eléctrico vino a realizar este sueño que parecía inconcebible. Pero el espíritu del siglo, cuyas tendencias al progreso y a la perfección es imposible detener, exigía aun ir más allá en aquella invención por maravillosa que pareciese: ese más allá lo ha alcanzado al fin.
Hasta ahora, para transmitir un parte telegráfico era necesario valerse de dos personas extrañas, que a más de enterarse de cuanto mutuamente se comunicaban, necesitaban ciertos conocimientos especiales y una gran práctica.
Hoy, merced a la invención del telégrafo impresor, todos estos inconvenientes han desaparecido (...)"
Sarmiento destacaba la sencillez con la que funcionaba el dispositivo, cualquier persona podía utilizarlo y leer los mensajes sin tener que decodificarlo. Por otra parte, Sarmiento se fascinaba por las distancias que podían alcanzar estos mensajes, ejemplificando con la posibilidad de que un mismo mensaje se pueda imprimir en distintas capitales.
A pesar de las ventajas y alabanzas que Sarmiento mostraba, el Telégrafo Impresor no fue el predominante en la época.

### El telégrafo eléctrico

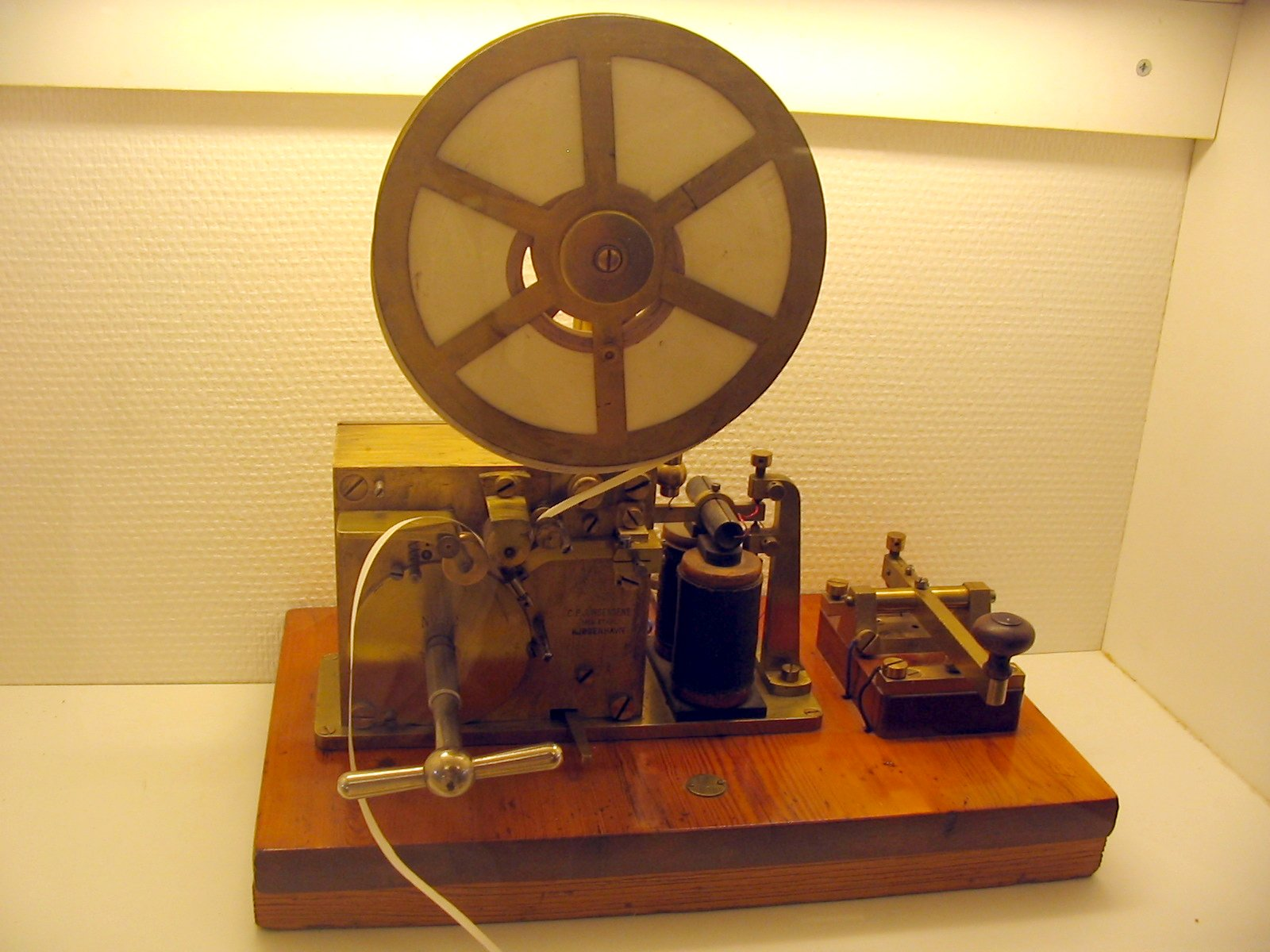
Telégrafo utilizado para transmisiones en código morse.

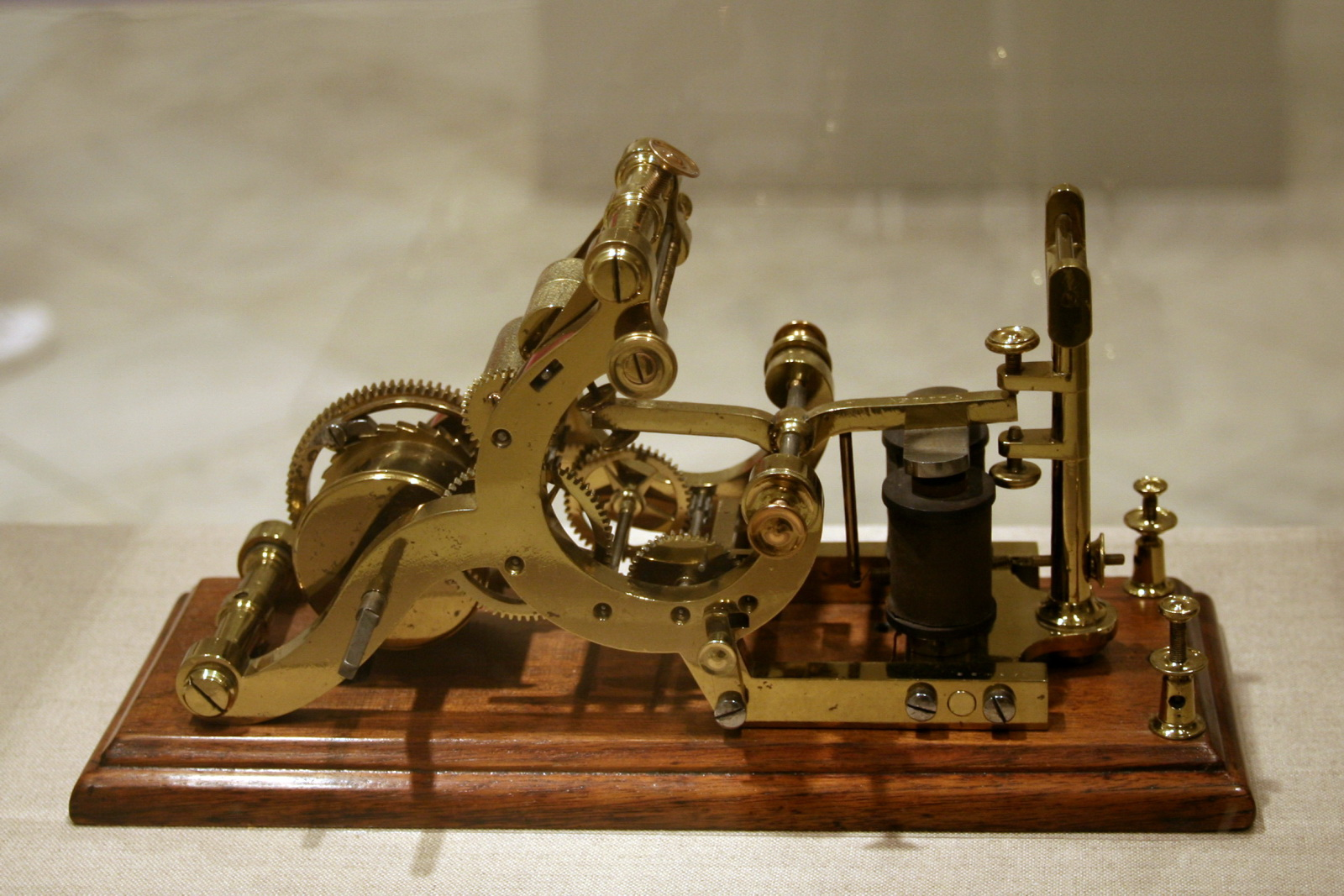
Primer telégrafo receptor automático de señales (1837).

El futuro sería sin embargo del telégrafo eléctrico, cuyos más remotos antecedentes incluyen a la propuesta anónima publicada en el The Scots Magazine (1753) y por Georges-Louis Le Sage (1770), al de Lomond (1787), Francisco Salvá (1795) y Francis Ronalds (1816). La aparición de la pila voltaica permitió contar con una fuente de energía mucho más eficaz: el telégrafo de Samuel Thomas von Sömmerring (o Soemmering, 1810) sería el primero en utilizarlo. Pero el problema continuaba siendo la recepción y recién se resolvería con el descubrimiento de la relación entre el magnetismo y la electricidad. A partir de 1822, Paul Schilling von Canstadt (1786-1837) efectuó experimentos con detectores electromagnéticos y preparó incluso un código para trabajar con una sola aguja, precursor del Morse. En 1836 sir William Fothergill Cooke (1806-1879) vio uno de sus prototipos y a su regreso a Inglaterra recibió el encargo de instalar un telégrafo electromagnético en la línea de ferrocarril Liverpool-Manchester y para llevar adelante el trabajo se asoció con sir Charles Wheatstone (1802-1875). En junio de 1837 obtuvieron su primera patente. Recién en 1838 y por encargo del Great Western Railway se unieron Paddington y West Drayton.
El código que se haría universal fue invento del pintor norteamericano Samuel Finley Breese Morse quien el 24 de mayo de 1844 transmitió el primer despacho entre Washington y Baltimore.
A partir de ese momento, la expansión del telégrafo fue en extremo rápida. En cuatro años (1848) Florida era el único estado al este del río Mississipi que no contaba con telégrafos y en seis años de labor de la Electric Telegraph Co. de Cooke y Wheatsone (1846-1852) instalaron 6500 km de red en Inglaterra. Al empezar a difundirse por el resto de Europa, en 1851 se tendía el primer cable submarino a través del Canal de la Mancha y tras dos intentos infructuosos en agosto de 1858 un cable telegráfico unía brevemente Inglaterra con Estados Unidos.

### Experimentos y propuestas

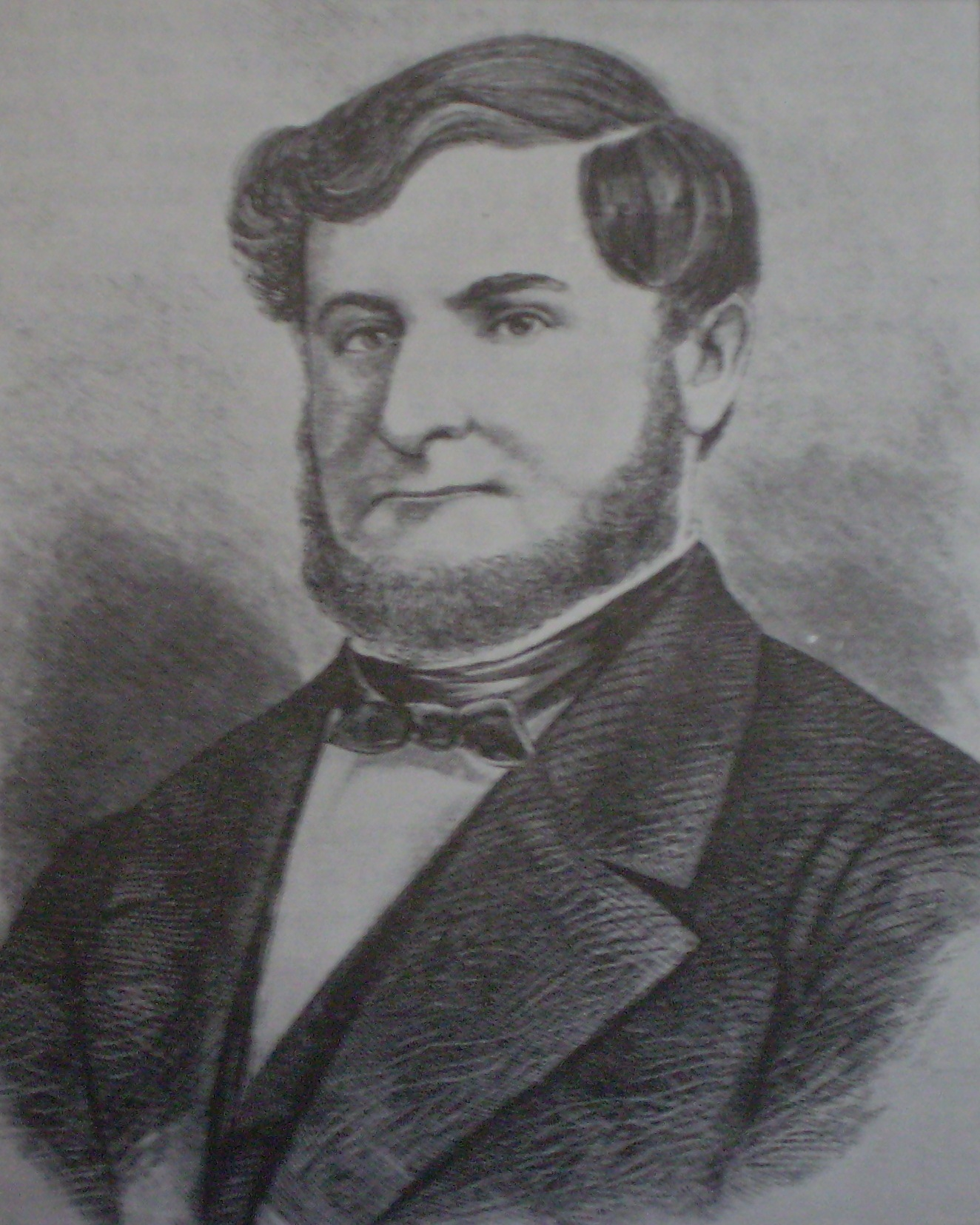
Pastor Obligado

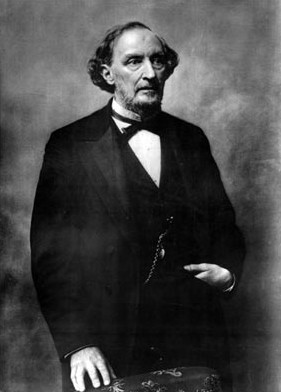
Bartolomé Mitre

En 1853 un informe del coronel Camilo Duteil dirigido al gobierno del Estado de Buenos Aires recomendó tender líneas de telegrafía eléctrica entre los fuertes y fortines de la línea de frontera, pero nada se hizo.
El 14 de octubre de 1855 el armero francés Adolphe Bertonnet hacia una demostración del sistema de telegrafía eléctrica Breguet mediante una línea tendida entre el Hotel de Provence y el local del daguerrotipista italiano Luigi Bartoli sobre la Plaza Victoria. Asistieron el gobernador Pastor Obligado y sus ministros Valentín Alsina, Norberto de la Riestra y Bartolomé Mitre, quienes pese al éxito de la demostración y a la entusiasta defensa de Sarmiento desde El Nacional no quedaron convencidos de instalar el equipo. 

Sarmiento relataría el evento: Hiciéronse anteayer, en presencia de una numerosa, cuanto escogida concurrencia, los experimentos del telégrafo eléctrico. Inútil es decir que correspondieron cumplidamente a la espectación pública. (...) El sistema telegráfico de que se hizo ensayo, es de dos hilos conductores, y de dos baterías, con un cuadrante alfabético para dar los avisos y otro para recibirlos. (...)La cuestión de la telegrafía para nosotros es cuestión de capital y de oportunidad, y estas son las que menos podemos resolver nosotros. Los gobiernos del Plata pudieran resolverla en interés mutuo de los pueblos que presiden. Pero entonces viene la cuestión de poder, y llevamos la dificultad a otro terreno, sin resolverla. Si estos países fuesen mejor conocidos en Europa o Estados Unidos, podría esperarse que empresas mercantiles explotasen las líneas que ofrezcan productos pecuniarios. Las de vapores establecidas por líneas inglesas y norteamericanas en el Pacífico y el Atlántico, no han ofrecido en los comienzos provechos más claros, que los que deja presentir una línea telegráfica que ligase entre sí Buenos Aires, el Rosario y Montevideo.
Bertonnet volvió a insistir con su proyecto en 1857, con motivo de la inauguración del Camino de Hierro (luego Ferrocarril del Oeste y actual Ferrocarril Sarmiento), y en 1858 cuando un cable submarino conectó provisoriamente bajo el Atlántico Norte al Viejo y al Nuevo Mundo.
También en la Confederación Argentina muchos promovían la telegrafía, pero sin mejor fortuna. La Ley del Estatuto de la Administración General de Hacienda y Crédito Público del 17 de diciembre de 1853, dictada por el Congreso de la Confederación Argentina, preveía la construcción de ferrocarriles, canales y telégrafos y otorgaba al estado nacional el monopolio del financiamiento, realización y explotación de las obras y los servicios públicos, entre los que se encontraba el telégrafo.
En 1857 Jacinto Febrés de Rovira intentó sin éxito convencer a las autoridades de la Confederación Argentina de subvencionar la implantación de «telégrafos eléctricos desde Paraná hasta Santa Fe, Rosario, Córdoba, Tucumán y Mendoza» y otra línea que uniera Paraná con Concepción del Uruguay.
Al respecto la extensión de un cable submarino británico en pleno conflicto de Guerra de la triple alianza y a los pocos meses de la puesta en servicio de una red telegráfica en el Paraguay que llegó al territorio argentino no puede menos que interpretarse como una acción a favor de la alianza. Para los paraguayos, estaba claro que la telegrafía era estrategia para la guerra, los porteños de Buenos Aires tuvieron bien claro eso cuando, 15 años más tarde, la utilizaron para limpiar la pampa húmeda de indiada para dedicarla a la agroganadera. Terminadas las acciones militares la telegrafía eléctrica se utilizó fundamentalmente para los negocios de la burguesía agraria. La comunicación entre los pueblos debía seguir esperando. El Congreso Nacional trató el 6 de julio (Cámara de Diputados, con informe de Uladislao Frías) y el 12 de agosto de 1857 (Cámara de Senadores, informe de Marcos Paz) la propuesta de Rovira pero la desechó por falta de fondos, lo que fue ratificado por decreto del 25 de septiembre de ese año.

### Inicios de la telegrafía en el país

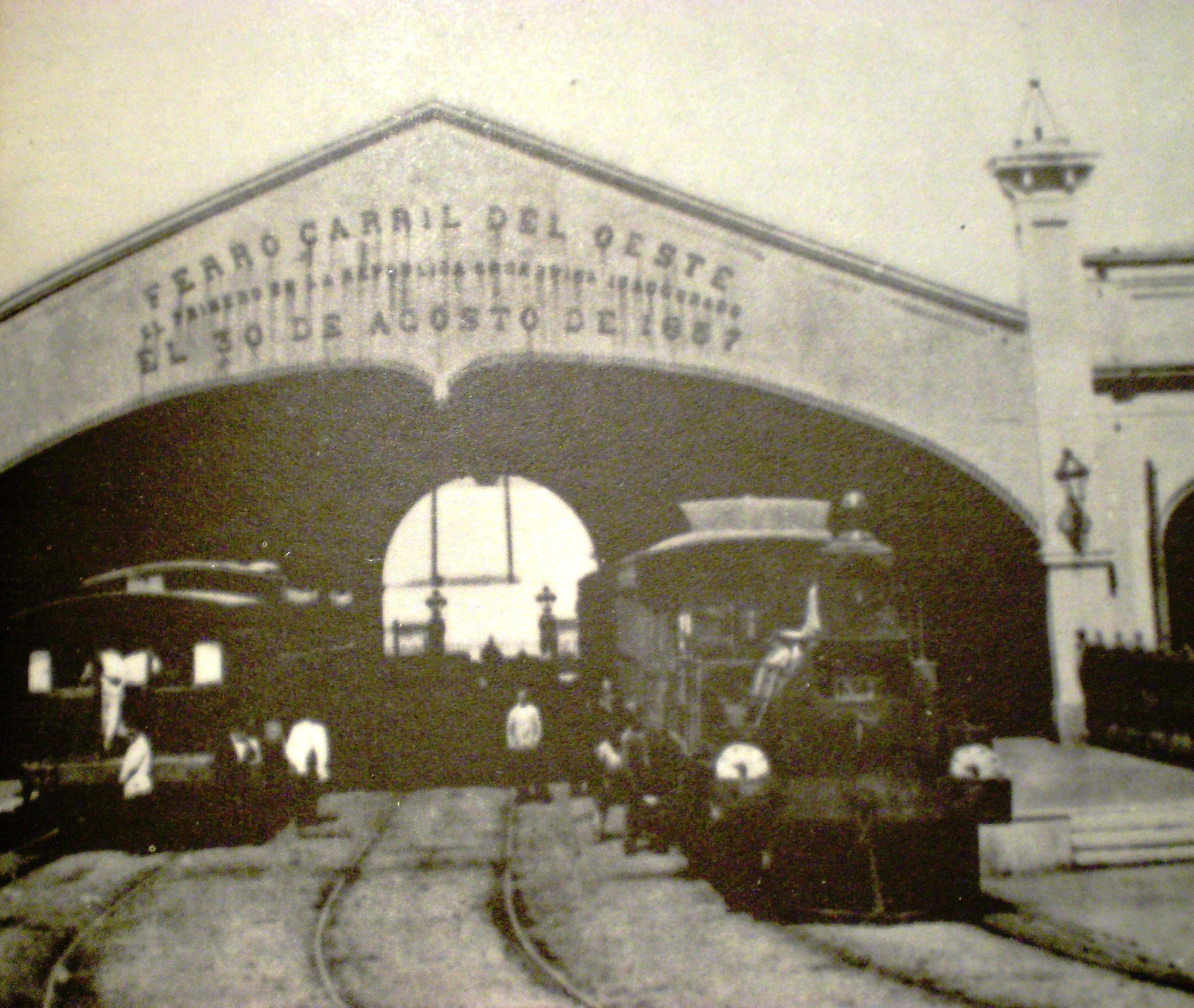
Estación del Parque, Ferrocarril del Oeste

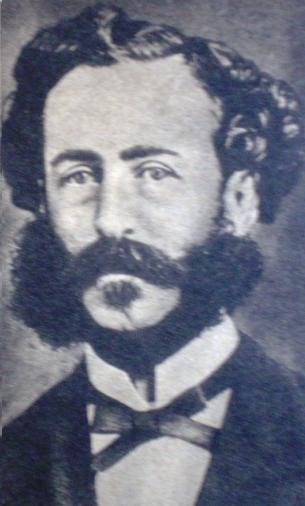
Rufino de Elizalde

Cuando el sábado 27 de agosto de 1857 inauguraba sus servicios el Ferrocarril del Oeste de Buenos Aires se ponía también en marcha la primera red telegráfica del país tendida por la compañía con objeto de ayudar al servicio ferroviario
El 15 de septiembre de 1858 se recibía en Buenos Aires una propuesta de la Sociedad Internacional de Telegrafía Eléctrica para que el Estado de Buenos Aires permitiera el tendido en su territorio de una línea que uniría "entre sí a todas las Comarcas del Globo con una ramificación continua de líneas telegráficas". El gobierno cedería los terrenos necesarios, donaría 10 leguas cuadradas para su explotación agropecuaria, eximiría del pago de derechos de Aduana, autorizaría el talado de los árboles necesarios para los postes, concesionaría el uso de la línea por 99 años impidiendo el tendido de líneas paralelas a menos de 20 leguas, y garantizaría una ganancia anual de 25.000 francos (un 5% de la inversión necesaria para unir el Estado a la gigantesca red). A cambio, la Sociedad construiría la línea asumiendo costos y riesgos, concedería al estado el 5% de las entradas brutas de la línea bonaerense y daría prioridad a los despachos oficiales. Se comprometía, finalmente, a iniciar los trabajos en un plazo de dos años de la firma del decreto y terminarlos en otros dos.
El Ministro de Relaciones Exteriores Bartolomé Mitre remitió la propuesta al Fiscal del Estado Rufino de Elizalde en estos términos:"El Ministerio de Relaciones Exteriores: Pasa para su resolución una nota del Director General de la Sociedad Internacional de Telegrafía Eléctrica, en que propone al Gobierno le sea permitido atravesar el territorio del Estado por una línea telegráfica que, formando parte del cable de cinturón de las dos Américas, establezca la comunicación de Buenos Aires con la Europa, bajo las condiciones que enumera."
El 11 de octubre Elizalde respondió que tenía "motivo para creer que en este asunto hay fraude, porque el encargado, D. N. Poucel, le ha dejado comprender que tiene autorización para gastar quinze mil francos en regalos; es por esta razón que debe tomarse toda clase de precaución con estas gentes, que tal vez harán creer que por medio del dinero consiguen lo que piden, desacreditando al país y a sus autoridades en el extranjero: y tal vez tomándose para si las sumas que se suponen entregados a los empleados públicos. El Fiscal cree que V. E. por este motivo no debe dar curso á este asunto."
Seguidamente recomendaba que, si Mitre deseaba aceptar la propuesta, cambiara sus condiciones: la concesión podía ser a perpetuidad, pero sin el privilegio de excluir nuevos tendidos, al menos después de finalizar la obra, no había razón para conceder las 10 leguas cuadradas exigidas ni la garantía sobre las ganancias, así como tampoco aceptar el 5% de las utilidades brutas. 
El 21 de octubre el Asesor de Gobierno Carlos Tejedor aconsejó también su rechazo porque "Si hemos de atender a la noticia impresa que acompaña las proposiciones, se trata de un proyecto que necesita el concurso de las principales Naciones, y que ninguna en nuestro conocimiento ha prohijado.
Su fin era comunicar los dos Mundos por la vía terrestre de la Siberia, en lugar del cable submarino al través del Océano Atlántico, empresa dudosa cuando ese proyecto se imaginaba, pero que hoy es una nueva conquista de la Humanidad. La exageración de las proposiciones además, no permite ningún examen serio."
El Nacional en sus ediciones del 22 de enero y el 22 de marzo de 1859 informaría del proyecto de tender en un lapso de cuatro años un cable submarino que uniría las costas de Génova, Italia, con la ribera de Buenos Aires, el cual jamás se iniciaría siquiera.
El 11 de abril de 1860 al inaugurarse el tramo Merlo-Moreno del Ferrocarril del Oeste comenzaba a funcionar la primera línea pública de la Argentina, tendida paralelamente a las vías desde Buenos Aires por el gobierno provincial. La empresa alemana Siemens & Halske suministró el telégrafo utilizado. Los hilos se extendían a la vera de los rieles.
En julio del corriente, Bertonnet insistió con su proyecto de unir por un cable subacuático a Montevideo con Buenos Aires. Por su parte, Federico Silva, un conocido rematador de la ciudad de Buenos Aires que tenía su local en la calle Maipú N.º 17 había presentado un proyecto alternativo al de Bertonnet: recorrer las poblaciones más importantes de la Confederación antes de llegar a Montevideo por la vía terrestre de Concepción del Uruguay. 
Un acalorado debate animó las páginas de El Nacional durante los meses de agosto y septiembre del mismo año y cuando finalmente el Poder Ejecutivo decidió llamar a licitación para escuchar propuestas para la construcción de líneas telegráficas, Silva retiró su oferta por entender que la suerte le sería adversa, ya que el pliego de licitación solicitaba "propuestas para el establecimiento de líneas telegráficas desde esta ciudad hasta Montevideo y cualesquiera otros puntos."
El 16 de noviembre del año antes citado, la propuesta de Bertonnet se convertía en Proyecto de Ley, pero nunca se efectuó.
Para el año 1862, el sistema telegráfico mundial cubría aproximadamente 240.000 kilómetros: 24.000 en Gran Bretaña, 128.000 en el resto de Europa y 77.000 en América.

### El primer enlace internacional

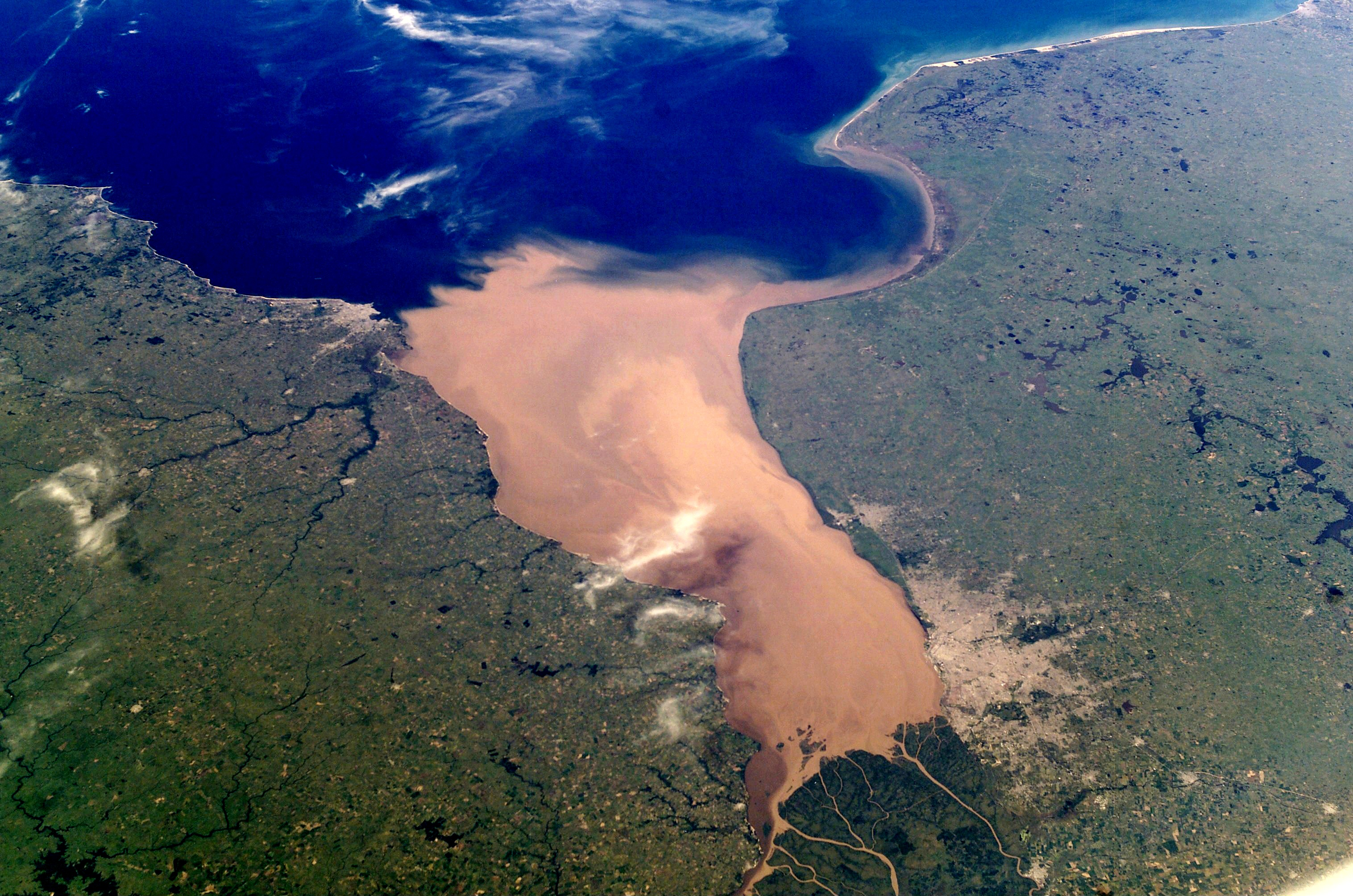
Río de la Plata: a la derecha Argentina y a la izquierda Uruguay

Las telecomunicaciones eléctricas fueron introducidas en el Río de La Plata entre 1864 y 1866. El 10 de diciembre de 1864 la provincia de Buenos Aires convino en Londres con John Proudfoot y Matthew Gray la instalación de un sistema telegráfico desde Buenos Aires a Montevideo, concediendo a la compañía de Londres el uso por quince años. Para el tendido se hundió un cable telegráfico subacuático en el Río de la Plata de 24 millas marinas entre Punta Lara a Colonia del Sacramento, yendo el resto (160 km) por hilo aéreo. A esos efectos se formó la Compañía Telegráfica del Río de la Plata (The River Plate Telegraph Company, antecesora de la Western Telegraph Company), con sede en Glasgow, Escocia, e intervino en su construcción y colocación la firma inglesa W. T. Henley. El 30 de noviembre de 1866 se inauguró el servicio, durante la presidencia de Bartolomé Mitre. Este proyecto se hizo en el marco de una estrategia de desarrollo económico y dominio imperial. Recién en 1890 se instaló el sistema dúplex, que habilitaba la transmisión simultánea. 
Vicente G. Quesada, desde La Revista de Buenos Aires, relataba el suceso y hacia votos para "que esta empresa recoja grandes utilidades para que se estimule á prolongar el hilo eléctrico a través de la pampa, á subir las altas cordilleras y descender á los valles de Chile para ponernos en contacto con las Repúblicas del Pacífico. Entonces podremos ofrecer á los futuros huéspedes que vengan a ayudarnos a hacer fructíferos nuestros desiertos, no sólo nuestras simpatías y las garantías que la constitución federal ofrece, sino las facilidades de comunicación como medio indispensable de amarnos y unirnos por el trabajo (...) La empresa del primer telégrafo eléctrico submarino del Río de la Plata, merece las felicitaciones calurosas de todos los hombres que aman el progreso, cualesquiera que sea su nacionalidad."
En diciembre de 1866, también durante la presidencia de Bartolomé Mitre, se firmó un contrato con Eduardo Hopkins para construir un telégrafo entre Buenos Aires y la República de Chile, pero no se concretó. 
En agosto de 1867 arribó a Montevideo el español Arturo de Marcoartú, ingeniero de caminos, canales y puertos quien en 1863 había publicado en Nueva York un estudio acerca del tendido de líneas submarinas. Marcoartú venía según el periódico satírico El Mosquito a "nada menos que para establecer un cable eléctrico directo entre el Río de la Plata y Europa".

### La presidencia Sarmiento

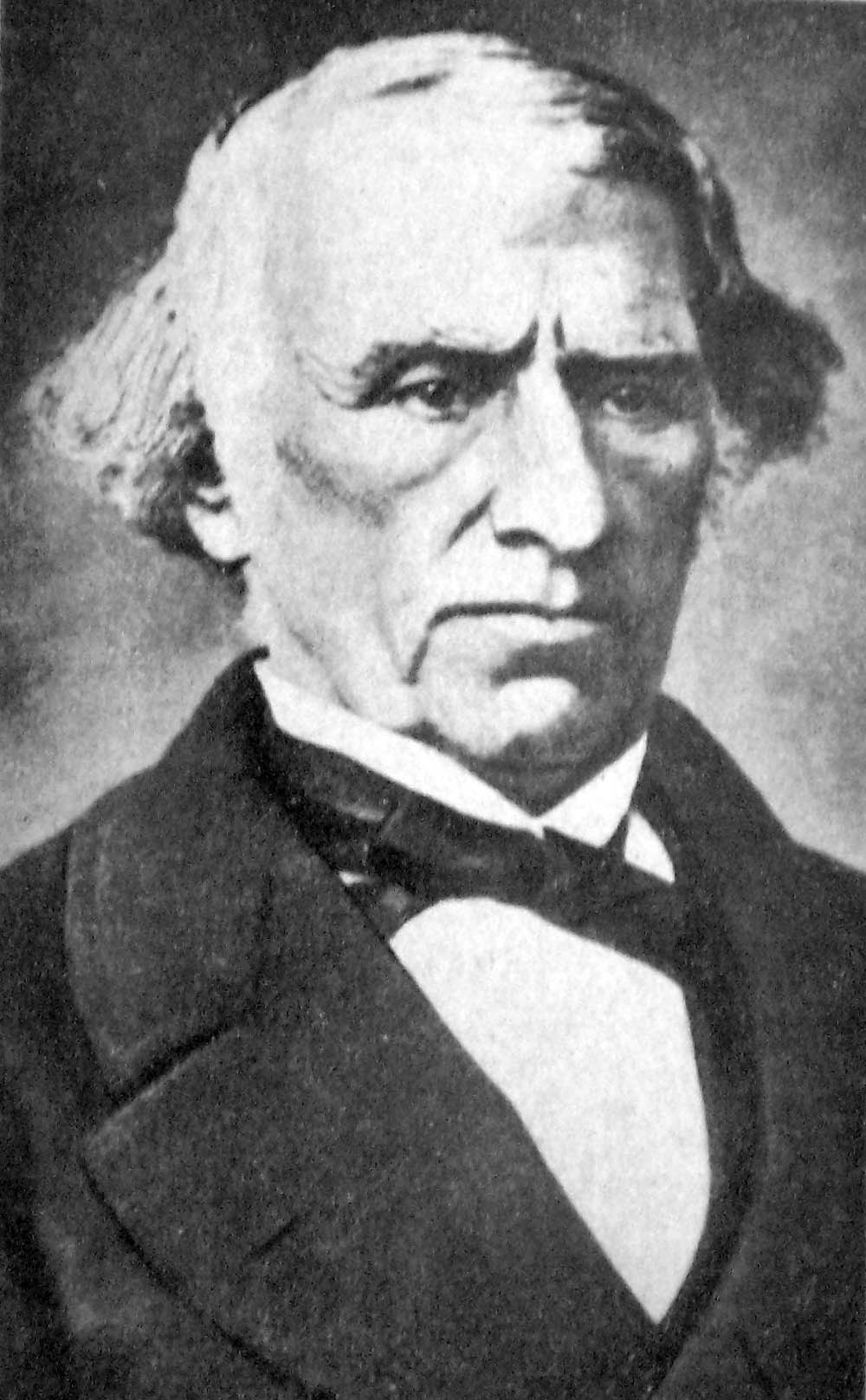
Dalmacio Vélez Sársfield

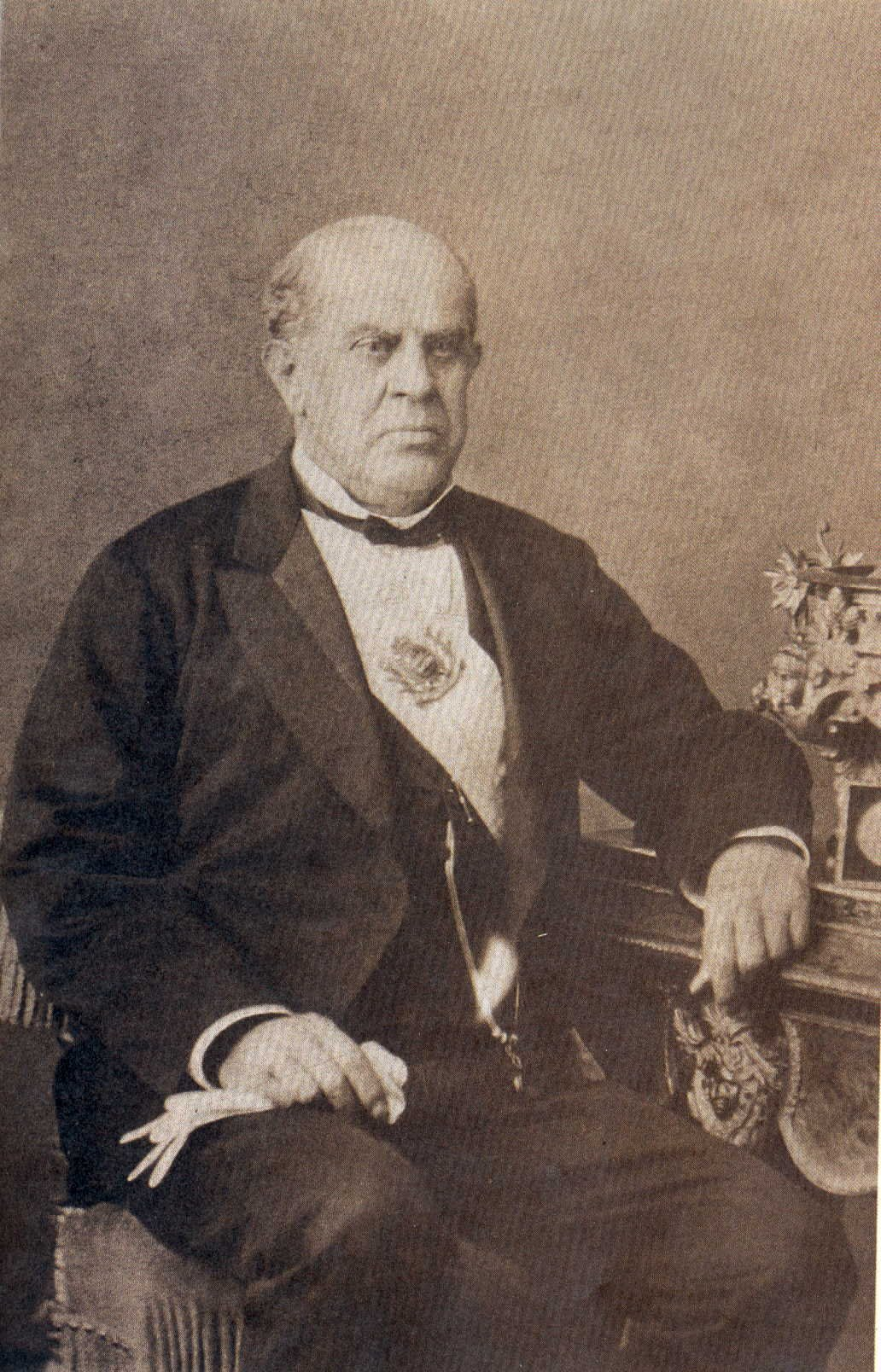
Domingo Faustino Sarmiento

Domingo Faustino Sarmiento, quien asumió la presidencia en 1868, y su ministro Dalmacio Vélez Sársfield serían los mayores propulsores del telégrafo en el país. Ya en noviembre de 1847 Sarmiento había conocido en Francia las primeras experiencias en el tendido de líneas telegráficas eléctricas y tras conocer la rápida expansión de esa tecnología en Estados Unidos, en noviembre de 1849 desde Chile escribía sobre los telégrafos eléctricos que "aceleran las comunicaciones urgentes hasta hacer desaparecer toda idea de distancia" y que "Tenemos una fatal cordura que nos hace mirar de reojo los progresos y las innovaciones, pero debieramos adoptar, sun vacilar, aquellos que tienen la sanción de la experiencia". Como embajador en Estados Unidos había "presenciado la inauguración del primer cable submarino á los Estados Unidos y oído á Mr. Field, el tenaz empresario, la narración de sus fracasos y el de su triunfo, hasta dejar unido el continente del Norte con la Europa".
Sarmiento adquiriría un notable conocimiento de la tecnología al efectuar su particular versión del Exposition et Histoire des principales découvertes scientifiques modernes, más una reescritura que una traducción.
Meditando acerca de las prioridades del gobierno, Vélez Sarfield confiaría a Avellaneda que "Recorro los adelantos modernos: los ferrocarriles son costosos, lentos en su construcción y requieren capitales ingentes; los Bancos, bajo cualquier forma, no son sino una dilatación del crédito, que no puede ser improvisado por un acto administrativo, y pasando de lo uno a lo otro me he detenido por fin en los telégrafos, que son tan útiles y tan baratos."
El 7 de abril de 1869, en plena guerra con Paraguay, Sarmiento firmó el contrato Hopkins, orientado a la construcción de una línea telegráfica que uniría a las provincias del Litoral entre Rosario (Santa Fe) y Federación (Corrientes). En ese año, inauguró la Telegrafía Nacional en Argentina.
El 1 de mayo del corriente empezaba a operar el enlace Buenos Aires-Rosario, contratado con el técnico francés Enrique Tassart (1849-1898). El entonces gobernador de la provincia de Entre Ríos Justo José de Urquiza escribía al ministro Vélez Sarfield: "Tan señalado servicio será siempre recordado en todo su valor (...) Es así como han de concluir todas las rivalidades, los odios, es así como garantimos a nuestros hijos un porvenir venturoso."
La Inspección General de Telégrafos fue creada el 8 de octubre del mismo año con la función de administrar todos los aspectos y la operación de las líneas telegráficas. El 9 de octubre se firmó con la Transandine Telegraph Company (Compañía del Telégrafo Transandino), el contrato para la construcción del Telégrafo Transandino, según propuesta de Sarmiento al Congreso de julio de 1869. El tendido pasaría por Santiago de Chile, Santa Rosa, San Felipe, paso de Los Patos, San Juan, Villa María (donde se conectaría con la línea Rosario-Córdoba), y también por Mendoza, San Luis y Villa del Río Cuarto. Ese mismo día se propuso al Congreso el tendido de una línea entre Rosario y Córdoba.
El inglés Carlos Burton (o Barton) fue designado el 12 de octubre del año antes citado, primer inspector general. Relatan sus contemporáneos que Burton, presionado por el ansioso Sarmiento para la puesta en marcha del servicio se presentó finalmente a su despacho para informar que todo estaba listo para la inauguración. Al proponerle Sarmiento la semana siguiente para el acto y pedirle que avisara a sus operadores, Burton cayó en la cuenta de que había olvidado ese "detalle". Sarmiento respondió con ironía "Ajá, de modo que tenemos un guiso de liebre, pero sin liebre". Salvaría nuevamente la situación Vélez Sarfield quien "viéndolo a usted tan atareado y zarandeado por el presidente, me ocupé de que alguien instruyera a catorce mozos del país que están ya listos para empezar a trabajar cuando usted diga. No le dije nada al viejo [Sarmiento] para enseñarle a no ser tan atropellado y a prever todos los detalles."
Para el año 1870, ya estaban en funcionamiento 836 millas telegráficas y existían otras mil en vías de construcción. Al no encontrar partida alguna en el presupuesto para la instalación de líneas de telégrafo y ante la previsible oposición del Congreso a votar una partida específica, Vélez Sarfield utilizó fondos destinados a caminos. Cuando la oposición reclamó por lo que consideraban una malversación, respondió que a fin de cuentas "los telégrafos también son caminos, son los caminos de la palabra".
El 13 de mayo el ministro del Interior, Dalmacio Vélez Sársfield, inauguró las oficinas del telégrafo en Buenos Aires, en el edificio del Banco Mauá.
El 18 de mayo del corriente, inauguraban simultáneamente en la ciudad de Córdoba el ferrocarril que la unía con Rosario y el telégrafo con Rosario y Buenos Aires. En Córdoba inauguraba el enlace Vélez Sarfield y en Buenos Aires, donde los equipos se habían instalado provisoriamente en la sede del Banco Mauá, en Cangallo (actual Presidente Perón) entre San Martín y Florida, se encontraba Sarmiento con miembros del gabinete, legisladores, militares, diplomáticos y jueces.
El 1 de agosto del mismo año, Sarmiento dejó inaugurado el telégrafo del Litoral. El 10 de septiembre Vélez Sarfield habilitaba la línea subacuática Rosario-Paraná, de 217 km de extensión, tendida por Fuzzoni y Maveroff a un costo de 64.500 patacones o $f (17 $f=1 onza de oro).
El 24 de octubre se contrató la construcción de la línea Buenos Aires-Arroyo del Medio, proyecto que tan sólo demoró cuatro meses para su realización.
Poco después la ciudad de Buenos Aires, ligada ya con Moreno (1860), Montevideo (1866), Rosario (1869), Córdoba y Paraná (1870), quedaba unida con las localidades bonaerenses de Mercedes, Carmen de Areco, Salto, Rojas, Pergamino y San Nicolás de los Arroyos.
El 17 de enero de 1871 Sarmiento organizó la Administración Central de los Telégrafos Nacionales, manteniendo al frente a Carlos Burton, secundado por Carlos Encina y la colaboración de Enrique Tassart. El 2 de febrero del corriente se firmó el contrato que habría de establecer la conexión de Tucumán con Chilecito, incluyendo líneas telegráficas a las ciudades de San Fernando del Valle de Catamarca, La Rioja y Andalgalá. El 23 de febrero del mismo año, Sarmiento inauguró desde Buenos Aires la Oficina Telegráfica en Zárate.
El 15 de mayo del año antes citado, se abrió la línea telegráfica a Córdoba, y el 16 de noviembre las correspondientes a Santiago del Estero y Tucumán, además, el 2 de diciembre de ese mismo año, el Telégrafo del Litoral se extendió hasta la ciudad de Corrientes.
En ese mismo año, se concedió a la Compañía del Telégrafo Trasandino el tendido de la primera línea internacional terrestre que unía Villa Nueva (Córdoba) con Valparaíso (Chile), tarea de la mayor envergadura para la época, ya que implicaba superar la cordillera de los Andes.
En julio, en su mensaje anual al Congreso, Sarmiento anunciando que "La red de telégrafos nacionales encierra ya una extensión considerable del país partiendo de esta ciudad (Buenos Aires) y llegando por el norte a Córdoba, por el oeste al Río Cuarto y por el este al Paraná. Dentro de unos días estaremos al habla con Santiago del Estero, San Luis y Corrientes, y unos meses después con Chile y los extremos de la República. Me es grato deciros con este motivo, que los empleados en todas las líneas telegráficas son jóvenes hijos del país, formados en la escuela establecida por el Ministerio del Interior, y que todos llenan satisfactoriamente sus funciones. Existen 1228 millas de hilo telegráfico que presta ya sus servicios al país, y 2630 millas más estarán terminadas el año próximo. El sistema telegráfico no estará sin embargo completo hasta que no se haya unido un extremo de las líneas argentinas, a la que bajara del Brasil para establecer la comunicación con Europa. No avanzó mis creencias exageradas al deciros que no pasará un año más sin que esto se realice."
El 1 de enero de 1872 se aplicó una tarifa uniforme de 25 centavos fuertes por telegrama de 10 palabras para cualquier distancia. Hasta ese momento costaba entre 25 centavos fuertes y 1 peso por telegrama de 10 palabras, según
distancia, con lo que las localidades más alejadas pagaban tarifas más caras. Entre 1870 y 1872 se habían enviado 6640, 61429 y 181773 telegramas respectivamente.
El 8 de junio de 1872 se otorgó la concesión a Lamas&Cia, de la que Andrés Lamas era uno de sus accionistas principales, para unir Buenos Aires con Río de Janeiro, Brasil, mediante un cable subfluvial y submarino. El cable correría desde Buenos Aires a una estación central que se establecería "en la costa de Maldonado o islas adyacentes, como punto de unión con el que ha de ir hasta Río Janeiro, según las concesiones que al efecto les han otorgado los gobiernos del Brasil y la República Oriental". La tarifa debía ser acordada con el gobierno, que gozaría de un descuento del 25% y un fraccionamiento ventajoso. A los 10 años o en caso de guerra, el gobierno podría "espropiarse en todo ó en parte, dentro de su jurisdicción, bajo la base del término medio de la renta líquida en los últimos seis años, con exclusión del que haya dado mpas y del que haya dado menos".

#### El telégrafo y el fusil
El telégrafo se inauguró en 1869, impulsado por el presidente de la nación Domingo Faustino Sarmiento, el cual tuvo un uso fundamental en la "Conquista del Desierto", permitiendo la expansión de la telegrafía ferroviaria, utilizado para tráfico de carga, y compitió con desventaja: muy bajo presupuesto y sin protección estatal.
En la "Conquista del Desierto" se juntaron dos artificios tecnológicos, el telégrafo y el fusil Remington, ya que eran dos elementos fundamentales para derrotar a los nativos y los cuales producirían consecuencias más esenciales para la construcción de un territorio nacional.
La ampliación de la frontera agrícola permitió la extensión del ferrocarril hacia la pampa húmeda, para transportar cereales y carne hacia el puerto de Buenos Aires. Con ello se extendió la telegrafía ferroviaria, utilizada también para la transmisión de mensajes comerciales. Se incrementó de manera que en 1881 representaba el 22% del total de las líneas, y en 1919 alcanzaba el 54%, lo que muestra la gran importancia de la red telegráfica ferroviaria en el negocio de las telecomunicaciones. Aunque también se creyó que estaba prestando un servicio ilegal, ya que no contaba con autorización oficial, por lo cual debía ser clausurada.

#### Enlace con Chile
El 26 de julio de 1872 se inauguraba el enlace con Chile mediante un intercambio de telegramas entre Sarmiento y el presidente de Chile Federico Errázuriz. El mensaje inaugural de Sarmiento traslucía su entusiasmo por la obra efectuada "Para mantener vivo el recuerdo de nuestro origen, glorias é independencia común, para que Magallanes no esté apartado, ni los Andes sean barrera demasiado alta y el Atlántico y el Pacífico estén separados por el continente". 
El solemne acto dio lugar a una pintoresca y mordaz nota del periódico satírico "El Mosquito". El cronista, que firmaba B.B.T.Pekoe, describía la puesta en servicio de los hilos telegráficos a los que llamaba "las piolas de nueva invención con las cuales se manejaban los títeres de lejos" de esta manera:
"Inauguración del Trasandino: Antier ha tenido lugar la inauguración del telégrafo Trasandino. Como siempre esa solemnidad fue digna de ser descrita por El Mosquito. Desde temprano la Casa de Gobierno se había llenado de haraganes, ociosos, cesantes, papamoscas, y generalmente de todas esas categorías inútiles a la sociedad que forman el conjunto de ociosos en las fiestas públicas. Entre los convidados oficialmente se veían alrededor de ambos Gobiernos, gente de mucho jopéo. Abogados que por su talento han hecho devolver a la sociedad los más afamados bandidos y ladrones que una justicia severa e injusta quería separar cruelmente de ella como se separa a un hijo de su madre, una rosa de su rosal. Comerciantes que han tenido el talento de vender millones de pieles de conejo por pieles de liebre y que han por ese medio ganado una posición distinguida en las filas de nuestra aristocrática sociedad. Capitalistas que hasta hace pocos años operaban con solo trescientos mil pesos (de deudas) y que hoy cuentan los millones como un mosquitero cuenta los pesos papel. Periodistas que han hecho sus pruebas en las filas de nuestra prensa militante, y que han atrapado á todo el mundo sin piedad ni preferencia, con razón y sin ella según las circunstancias y las exigencias de la situación de caja. En una palabra la ciudad y el país entero estaba representado en esta circunstancia por personas de la más alta honorabilidad y otras afin que el pueblo entero figurará por delegación en esta fiesta de familia.
Hubiera habido mucha más gente sin las músicas militares y otras bandas ruidosas y desagradables tocando piezas, trozos y pedazos de toda clase como para formar una ropa vieja más falsa que las asersiones de un ministro residente. Los figurones agrupados alrededor de un lunch animaban la fiesta por medio de discursos de circunstancia llenos de entusiasmo y de errores de sintaxis. Poco antes de reproducirlos despojados de sus lapsus linguae y debidamente espulgados, daremos los principales telegramas que se cambiaron en esta circunstancia."
El 28 de julio se funda, por iniciativa de Carlos Burton, la Escuela de Telégrafos en San Miguel de Tucumán.
El 3 de octubre de 1872 un decreto aceptó la solicitud de Lamas&Cia de que se reconociera a la Platino-Brazilian Cable Co. como nueva concesionaria. El 50% del capital de la nueva compañía estaba constituido por capitales del comercio del Río de la Plata (Lamas entre ellos) mientras que el restante era de la Eastern Company de John Pender, que controlaba los enlaces de Brasil y de este país con Europa. 
El 8 de octubre la Ley 572 autorizó al poder ejecutivo a disponer de 102.000 pesos para construir una segunda línea entre Buenos Aires y Córdoba y otra desde Rosario a Santa Fe.
El 10 de octubre el telégrafo llegó a Catamarca y, el 18 del mismo mes, a Salta. Un mes más tarde, el 18 de noviembre de 1872, quedó inaugurada la línea entre Córdoba y San Salvador de Jujuy y, finalmente, poco antes de terminar el año también la ciudad de La Rioja se vinculó a la red nacional. Para entonces comenzó a utilizarse un sistema dúplex que permitía el despacho simultáneo de mensajes desde puntos extremos de la red.
En su mensaje de 1872 Sarmiento manifestaría que "La red de telégrafos toca ya a los Andes (Chile), Salta, Corrientes y Alto Uruguay. El telégrafo trasandino debe inaugurarse en estos días poniéndonos al habla con el Pacífico. El uso del telégrafo se ha introducido tan pronto en nuestros hábitos y su ejercicio diario ha llegado á ser de tal importancia, que la dotación actual de telegrafistas es insuficiente, siendo de toda necesidad triplicar en muchas de sus líneas los hilos conductores, á fin de que no se paralice o sufra demoras la correspondencia. Esta celeridad de las comunicaciones está ejerciendo ya una grande influencia civilizadora, moral y política en los pueblos. Sirve los intereses del comercio y desenvuelve al mismo tiempo sentimientos de fraternidad. Un día del mes pasado partían de Buenos Aires doscientos telegramas destinados a disipar las alarmas que la aparición de la fiebre en Montevideo había despertado en los pueblos interiores."

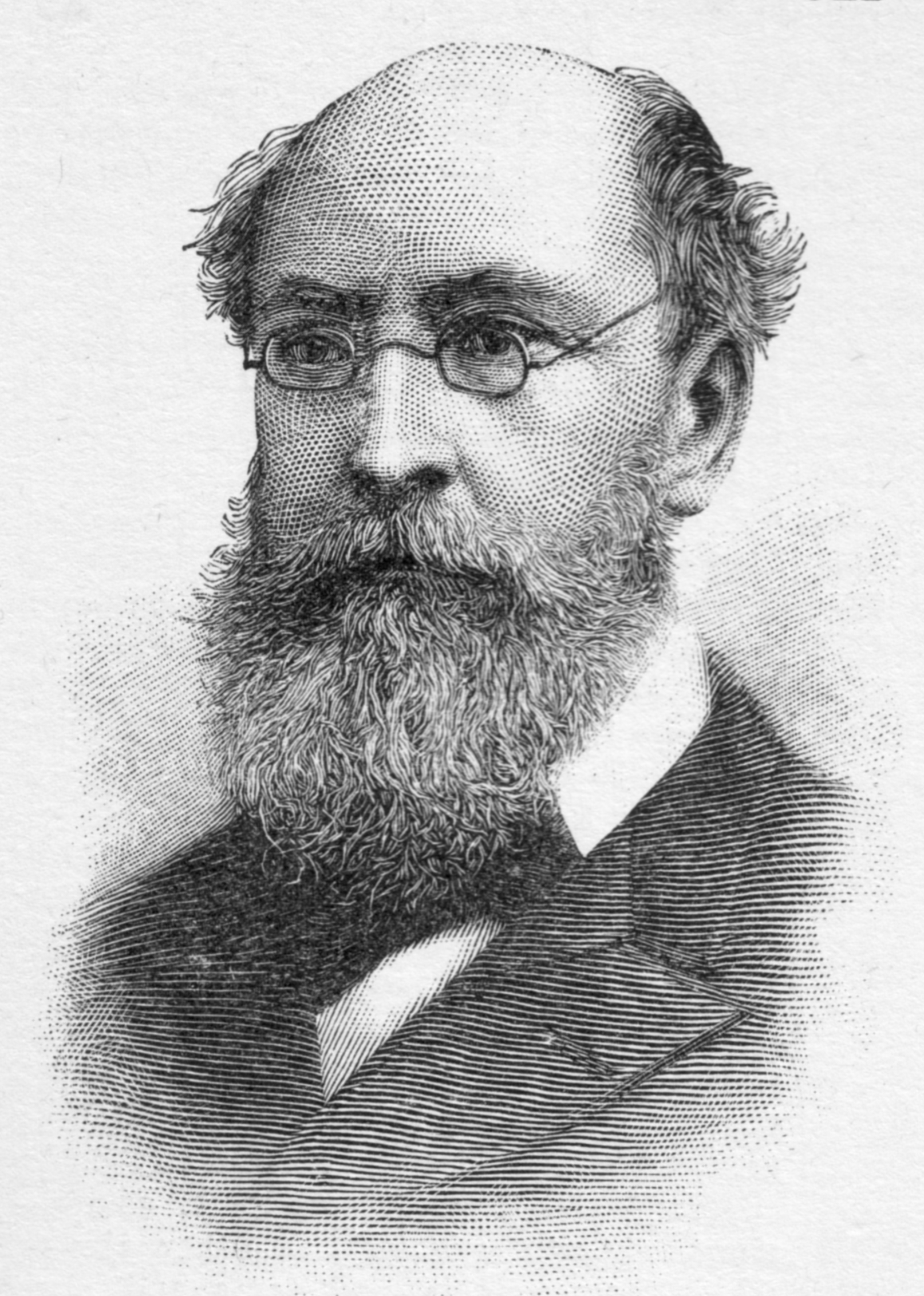
Benjamin Apthorp Gould

Para 1873 los 14 telegrafistas se habían convertido en 121. En su mensaje de ese año, Sarmiento diría que "La línea de telégrafos ha sido completada y recorre toda la República. Tenemos 4000 millas en ejercicio. (...) El telégrafo es una forma de la correspondencia epistolar cuya transmisión es función nacional. Casi todas las potencias continentales de Europa hicieron del telégrafo un ramo de la administración pública (...) El Gobierno ha rechazado, siguiendo estos antecedentes, nuevas solicitudes de concesiones de líneas de telégrafos en las Provincias, temeroso de crear intereses contra su posible rescate para la unificación de las redes telegráficas, y para evitar que con propósitos de lucro, recarguen de costos innecesarios al público."
Años atrás, en 1870, se había hecho cargo del Observatorio Astronómico Nacional de Córdoba que fuera creado por iniciativa de Sarmiento, el astrónomo norteamericano Benjamín Apthorp Gould, quien utilizó la red telegráfica para determinar, en concurso con observaciones astronómicas de la posición del sol, las longitudes geográficas de diversas ciudades argentinas.
Un informe de Carlos Burton de 1873 señalaba que el costo del mantenimiento del servicio era proporcionalmente inferior al de Brasil e incluso al del Reino Unido.

#### La Gran Aldea
El 5 de agosto de 1874, en las postrimerías de su período presidencial, Sarmiento inaugura la primera comunicación telegráfica con Europa. La primera etapa del enlace unía Buenos Aires a Montevideo, de allí por tierra hasta Cerro Largo, luego Jaguarão, Brasil, seguía por Río Grande do Sul, Santos, de allí por cable submarino a Río y Pernambuco y cruzando el océano a Lisboa donde enlazaba con la red europea.
Sarmiento decretó que el día de la inauguración del cable telegráfico que, en sus palabras, convertía a todos los pueblos en "una familia sola y un barrio", fuese feriado nacional. La ceremonia contó con la presencia entre otros del ya exministro Vélez Sarfield, a quien Sarmiento atribuyó en el acto "el honor exclusivo de la atrevida idea y de la rápida ejecución de la red de telégrafos, que contribuye a dar paz a la República y bienestar a sus hijos".

### La presidencia Avellaneda

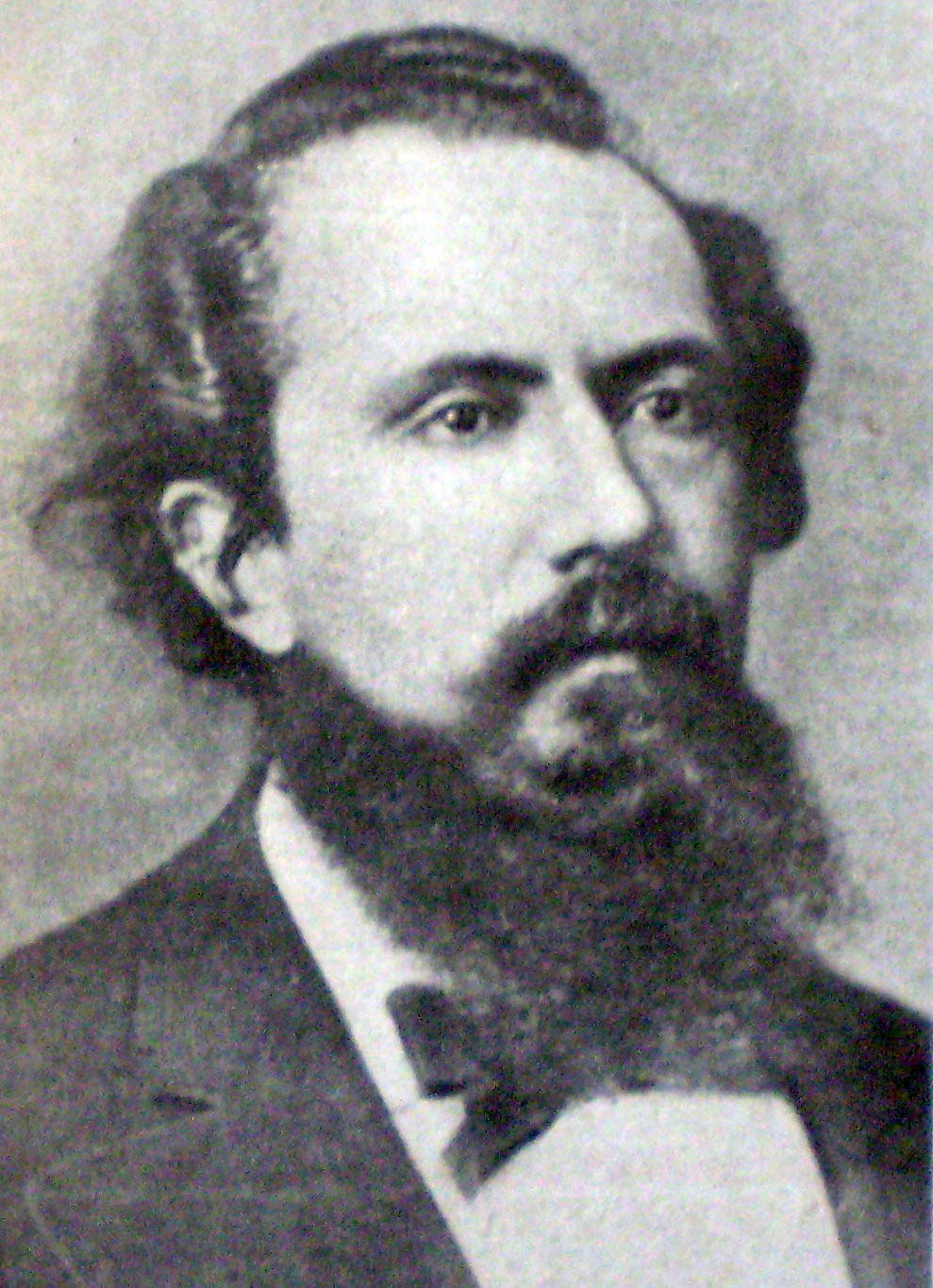
Nicolás Avellaneda

El 25 de septiembre de 1875 se inauguró una línea subfluvial desde Punta San Isidro a la isla Martín García, siendo el vapor Fulminante el encargado del tendido.
Finalmente, reconociendo la importancia del telégrafo no sólo para el progreso del país sino para la seguridad nacional, el 7 de octubre de 1875 se aprobaba la Ley de Telégrafos N° 750 1/2 que determinaba que ninguna línea telegráfica se tendería sin permiso del Gobierno Federal salvo las utilizadas por los ferrocarriles para sus comunicaciones internas y que las compañías privadas no proveerían servicios telegráficos públicos sin permiso del gobierno. Las empresas ferroviarias estaban obligadas al tender sus propias líneas a tender un cable paralelo para el uso del gobierno nacional, lo que sería reafirmado por la Ley Emilio Mitre, N° 5315, del 30 de septiembre de 1907.
La ley de 1875 permitía además a las provincias crear sus propias redes: la primera fue la de Buenos Aires, seguida por la de Entre Ríos.
Ese mismo año la administración Avellaneda autorizó por decreto la construcción de una línea telegráfica entre Jujuy y La Quiaca. El contratista Adolfo E. Carranza obtendría del gobierno boliviano una concesión para prolongar esa línea hasta Potosí o Sucre.
La administración del telégrafo nacional era independiente de la del Correo hasta que en 1876 el Telégrafo Nacional fue incorporado por Nicolás Avellaneda a la Dirección General de Correos presidida por Eduardo Olivera, fundador de la Sociedad Rural Argentina. La nueva Dirección General de Correos y Telégrafos funcionaba en un pequeño local con una sola oficina en un edificio ruinoso en la calle Belgrano próxima a Balcarce, del que salían 5 hilos conductores: dos recorrían el litoral pasando por San Nicolás de los Arroyos, Rosario y Paraná hasta Corrientes, otros dos se dirigían a Córdoba, para llegar luego a todas las capitales de las provincias del norte, y un hilo iba, siguiendo la Conquista del Desierto, desde Azul hasta Trenque Lauquen y Carhué, para unir a las cinco comandancias de frontera, arribando a Fuerte General Roca, en el Río Negro, en 1883.
En 1878 la Memoria del Ministerio del Interior afirmaba que "en apenas diez años hemos logrado unir por el telégrafo los más distantes puntos del territorio nacional, y tenemos ahora en operación, 6000 km de línea telegráfica".

### Desarrollo posterior

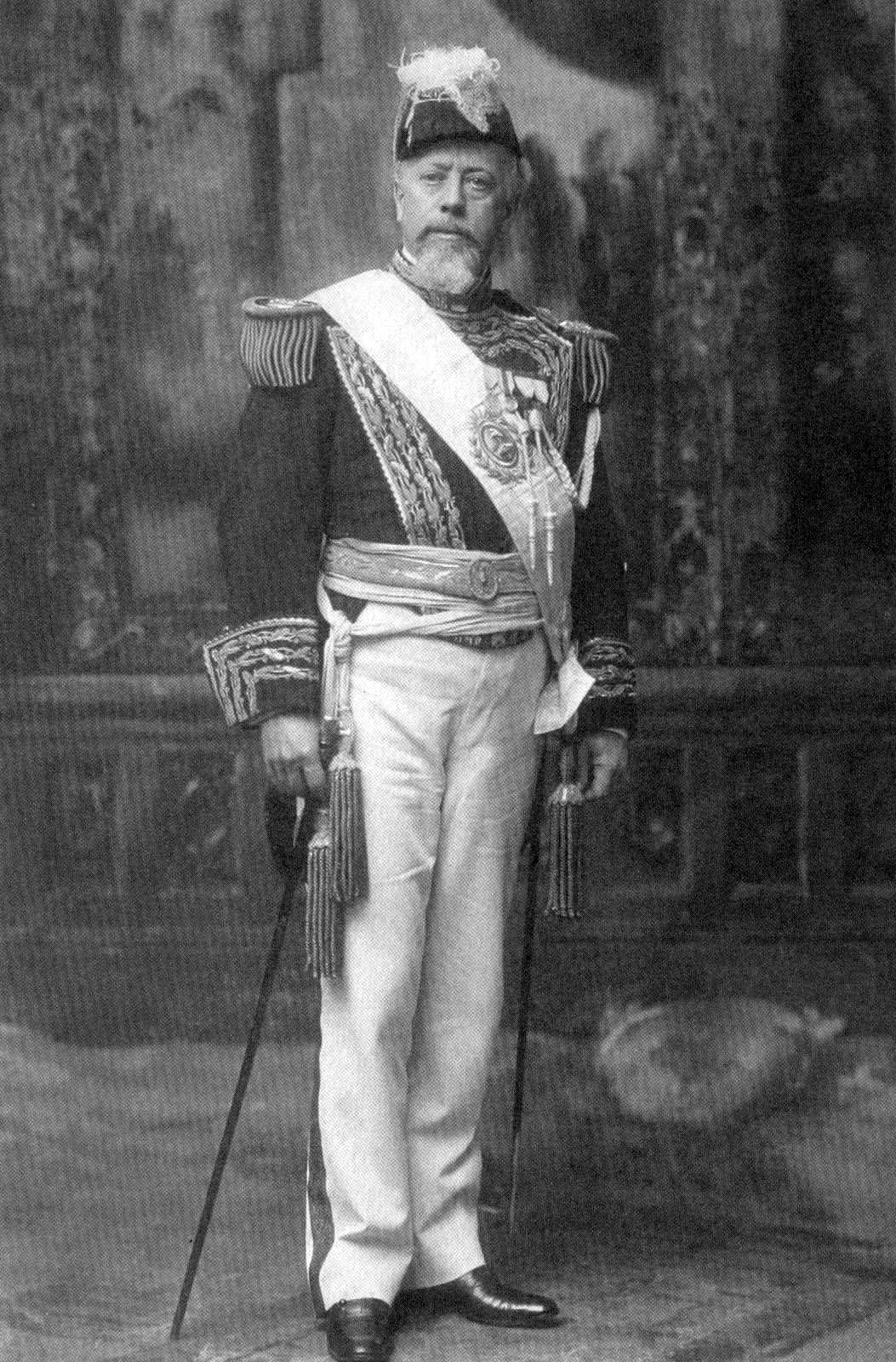
Julio Argentino Roca

En 1882 la Argentina gestionó su ingreso en la Unión Telegráfica Internacional.
Sin embargo el sistema se iría degradando con el tiempo. En su Memoria de 1891, el nuevo director general de Correos y Telégrafos Zeballos informaría al Ministerio del Interior respecto del período 1888-1890que "nunca hubo contabilidad del servicio telegráfico (...) una cuidadosa búsqueda hecha bajo mi dirección ha revelado una masa de defraudaciones". El estado de las líneas era calificado en 1892 de deplorable.
En enero de 1892, la estadounidense Central and South American Telegraph Company estableció una sobretasa de 0,57 pesos oro por palabra a los cables que circularan entre Buenos Aires y Chile provenientes de Europa vía Lisboa. La inglesa Compañía Telegráfica del Río de la Plata, asociada a la Western and Brazilian Telegraph Company, impuso como represalia una sobretasa igual para el tramo de Buenos Aires a Río de Janeiro para todo telegrama expedido desde Europa a Brasil que hubiera utilizado el enlace Galveston en los Estados Unidos.
La guerra de tarifas se mantuvo por dos años hasta que a principios de 1894 se inauguró una nueva línea entre Buenos Aires y Chile. Dirigida por el ingeniero Luis Valiente Noailles de la Clark Bros.Co.Ltd., contratada por la Pacific & European Telegraph Co. Ltd., subsidiaria de la Western and Brazilian Telegraph Company, se extendía por 730 millas desde Buenos Aires a Punta de Vacas, para seguir por cable subterráneo hasta Río Blanco y de allí por tierra a Valparaíso. Ante esta circunstancia, la compañía estadounidense abolió la sobretasa y requirió la intervención del Gobierno Argentino para que la W&BTC fuese obligada a renunciar a la propia.
En 1903, durante la segunda presidencia de Julio Argentino Roca, un equipo dirigido por el ingeniero Pedro Olivera y el director de Telégrafos Pedro López finalizó el enlace telegráfico que unía Cabo Vírgenes en el Estrecho de Magallanes con la red nacional, pasando por Puerto Santa Cruz, Puerto Deseado, Comodoro Rivadavia, General Conesa y Rawson. Para entonces la red telegráfica contaba con 25.000 km de recorrido, que en relación con una población de 5 millones la convertía en una de las más importantes del mundo.
Para 1909 la Argentina tenía tres vías principales de comunicación internacional:
- La línea "Madeira", a la que enlazaba en Montevideo, que contaba con tres cables tendidos por la costa de Brasil, uno que de Montevideo seguía a Maldonado, Chuy, Río Grande, Santa Catarina, Santos, Río de Janeiro, San Salvador de Bahía, Pernambuco y São Vicente, otro que eliminaba algunas estaciones y de Montevideo seguía a Maldonado, Chuy, Santos, Río de Janeiro, Pernambuco y São Vicente y un tercero que suprimía otras más y hacía Montevideo, Río de Janeiro, Pernambuco y São Vicente.
- La línea "Talismán" o South-American Cable Company que siguiendo los enlaces terrestres argentinos pasaba luego por Paso de los Libres, Uruguayana, Porto Alegre, etc. hasta Pernambuco, de donde enlazaba con el cable francés que tras pasar por Fernando de Noronha y Yoff (cerca de Dakar) llegaba finalmente a Brest.
- La línea "Galveston" que enlazando por el trasandino pasaba por las naciones del Pacífico hasta Colón (Panamá) y seguía a Galveston, Estados Unidos, de allí enlazaba a la red terrestre estadounidense y desde Nueva York permitía acceder a las islas Azores y de ahí a Inglaterra.

La circunstancia de que todos los enlaces transitaran por países vecinos implicaba un riesgo obvio y generó inquietud en sectores gubernamentales y privados. El 28 de septiembre de 1909 el Congreso sancionó la Ley 6494 aprobando el contrato con la empresa inglesa The Western Telegraph Company Limited, representada en Buenos Aires por J. Oldham, para tender un cable telegráfico entre Buenos Aires y la Isla Ascensión, evitando así el tránsito por Uruguay y Brasil. De Ascensión el cable seguiría a São Vicente en Cabo Verde y de allí a Europa. 
La extensión del cable proyectado que uniría Buenos Aires y Ascensión era de 3250 millas náuticas, lo que lo convertiría en el segundo más largo del mundo tras el que unía Vancouver con Fanning Island (3428 millas náuticas) y superando al que enlazaba Brest con Cape Cod (3174 millas náuticas). 
La Western Telegraph Company subcontrató la fabricación del cable y el tendido a la firma Telegraph Construction & Maintenance Company. Fundada por Field, Pender y otros había sido la responsable del tendido del primer cable transatlántico.
El 30 de marzo de 1910 el buque Colonia, de 11.000 t de desplazamiento y construido especialmente por la contratista para esa tarea, dio comienzo en aguas de Ascensión al tendido del cable que, dispuesto en 4 tanques, medía finalmente 3209 millas náuticas y pesaba 7939 t. Al llegar al Río de la Plata se hizo cargo de la tarea el vapor Cambria, de menor calado, efectuando el tendido hasta una boya situada a 200 millas de Montevideo y 250 de La Plata. Desde la isla Ascensión, la Western Telegraph Company se encargaría del enlace a São Vicente en Cabo Verde.

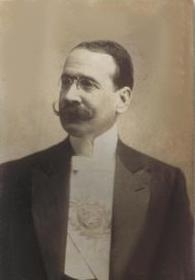
José Figueroa Alcorta

El 3 de junio de 1910, año del Centenario de la Revolución de Mayo, se inauguraba el Cable Argentino a Europa Vía Ascensión con un saludo del presidente argentino José Figueroa Alcorta al rey Jorge V de Gran Bretaña: "José Figueroa Alcorta, Presidente de la República Argentina, saluda con júbilo en este día a S. M. el Rey Jorge V de la Gran Bretaña e Irlanda y sus dominios, por el doble motivo de ser el del natalicio de S. M. haciendo votos por su felicidad personal, por la de su familia, y por un largo y próspero reinado; y a la vez en celebración del cable directo Argentino a Ascensión que queda inaugurado y entregado al servicio público desde hoy, entre uno y otro país y que servirá para facilitar las comunicaciones, dar mayor impulso al comercio y estrechar aún más las cordiales relaciones que felizmente unen a los Estados".
Pronto numerosos avances técnicos alcanzarían la telegrafía. En 1913 la perforadora Gell, con un teclado semejante al de una máquina de escribir, reemplazaba al sistema Wheatstone, que utilizaba palancas y un manipulador de tres teclas con lo que si bien había ganado en velocidad sobre el viejo sistema manual, era en extremo desgastante para el operador.
Posteriormente se instaló en el extremo receptor el sistema Creed que convertía los puntos y rayas de las cintas perforadas directamente en letras.
En 1918 la Dirección de Correos y Telégrafos reclamaba al gobierno con urgencia fondos para reparar las líneas y para 1919 la situación de la red era tal que "podía darse el caso de una línea cuyo extremo estaba cubierto de escarcha mientras el otro cedía bajo el peso de loros y cotorras en las zonas subtropicales; siempre llovía en algún punto del recorrido, con lo que variaba la aislación y se desequilibraba el delicado cuádruplex".

### El Telégrafo Militar
Ya entre los años 1854 y 1856, durante la guerra de Crimea, las fuerzas británicas establecieron enlaces telegráficos entre sus mandos en el frente con el cuartel general de Lord Raglan. Un cable submarino que cruzaba el Mar Negro entre Varna y Balaklava operó hasta la caída de Sebastopol en septiembre de 1855. 
Durante la rebelión de la India de 1857 (Indian Mutiny) los británicos hicieron también uso intensivo del telégrafo eléctrico.

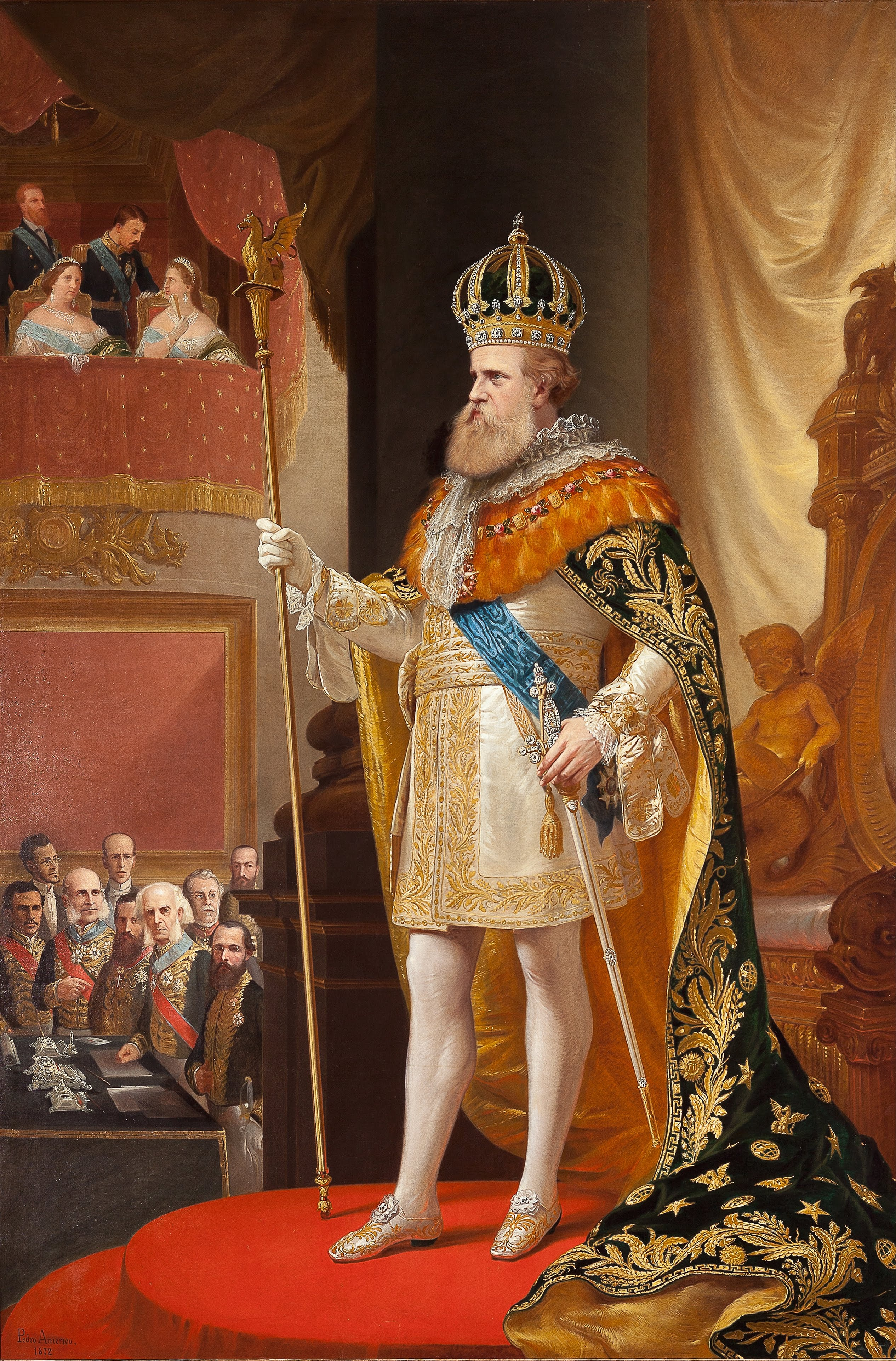
Emperador Pedro II de Brasil

En Sudamérica el Imperio del Brasil efectuaba el 11 de mayo de 1852 la primera comunicación telegráfica uniendo la residencia del emperador (la Quinta Imperial) con el cuartel general del ejército brasileño (el Cuartel do Campo). Para 1853 los principales establecimientos militares y administrativos del imperio se encontraban ya conectados con Río de Janeiro, en poco tiempo los cables submarinos comenzaron a unir las principales ciudades costeras y en 1858 se estableció el primer servicio público. 
Durante la Guerra del Paraguay, Brasil utilizó un "tren telegráfico" que acompañaba el desplazamiento de las tropas.
Por su parte, su adversario Paraguay contaba ya desde 1864 con un enlace telegráfico entre las ciudades de Asunción y Villeta, que se extendió hasta Paso de la Patria en 1865, año en que estalló la guerra. La construcción y explotación de la telegrafía, al igual que el ferrocarril, dependía del Ministerio de Guerra y Marina del Paraguay. El ejército contaba con un cuerpo de telegrafistas militares que tuvieron destacada actuación en el sangriento conflicto.
Mientras que Brasil y Paraguay hicieron uso del telégrafo durante la contienda, tanto Argentina como Uruguay continuaron utilizando chasques para sus comunicaciones militares pero el valor militar del telégrafo fue comprendido por muchos oficiales argentinos que participaron de la guerra. 
Ya la Ley N.º 215 de 1867, que preveía llevar la frontera Sur a los ríos Negro y Neuquén, establecía en su artículo 6º la extensión de la red telegráfica nacional hasta los fortines que instalara el Ejército en su avance.
Durante la revolución de 1874 el uso y control del telégrafo ya era una prioridad. Una de las primeras medidas del general revolucionario José Miguel Arredondo fue poner gente de confianza a operar el telégrafo, justificada rápidamente cuando Sarmiento enviaba un telegrama el 23 de septiembre ordenando a su subordinado Teófilo Ivanowsky que lo vigilara en previsión del cercano estallido revolucionario.
Iniciada la revolución el 24 de septiembre, Sarmiento envió un nuevo telegrama ordenando a Ivanowsky la detención de Arredondo, pero el operador Cevallos, telegrafista de Villa Mercedes, controlado por un oficial llevó el mensaje a Arredondo, quien se acercó a la estación y haciéndose pasar por Ivanowski respondió a Sarmiento solicitado instrucciones para el caso de resistencia, a lo que el presidente respondió "fusílelo sobre el tambor, sin trámite, por traidor" a lo que Arredondo respondió "pues váyase al diablo viejo loco".
Cuando el general Ignacio Rivas marchó sobre Chivilcoy, una de sus medidas fue despachar una columna al mando del sargento mayor Pedro Michemberg para cortar las comunicaciones del gobierno cortando los hilos telegráficos e inutilizando las vías del ferrocarril del Oeste.
Las fuerzas gubernamentales también utilizaron sistemáticamente el telégrafo. Ya el 28 de septiembre cuando Julio Argentino Roca se encontraba en Villa María y era nombrado comandante de los Ejércitos del Norte, mantuvo una larga conferencia telegráfica con Sarmiento para establecer el plan de campaña.
El embajador norteamericano Thomas Osborn en su informe manifestaría que el movimiento revolucionario había sido "vencido por el ferrocarril, el telégrafo y los Remington".

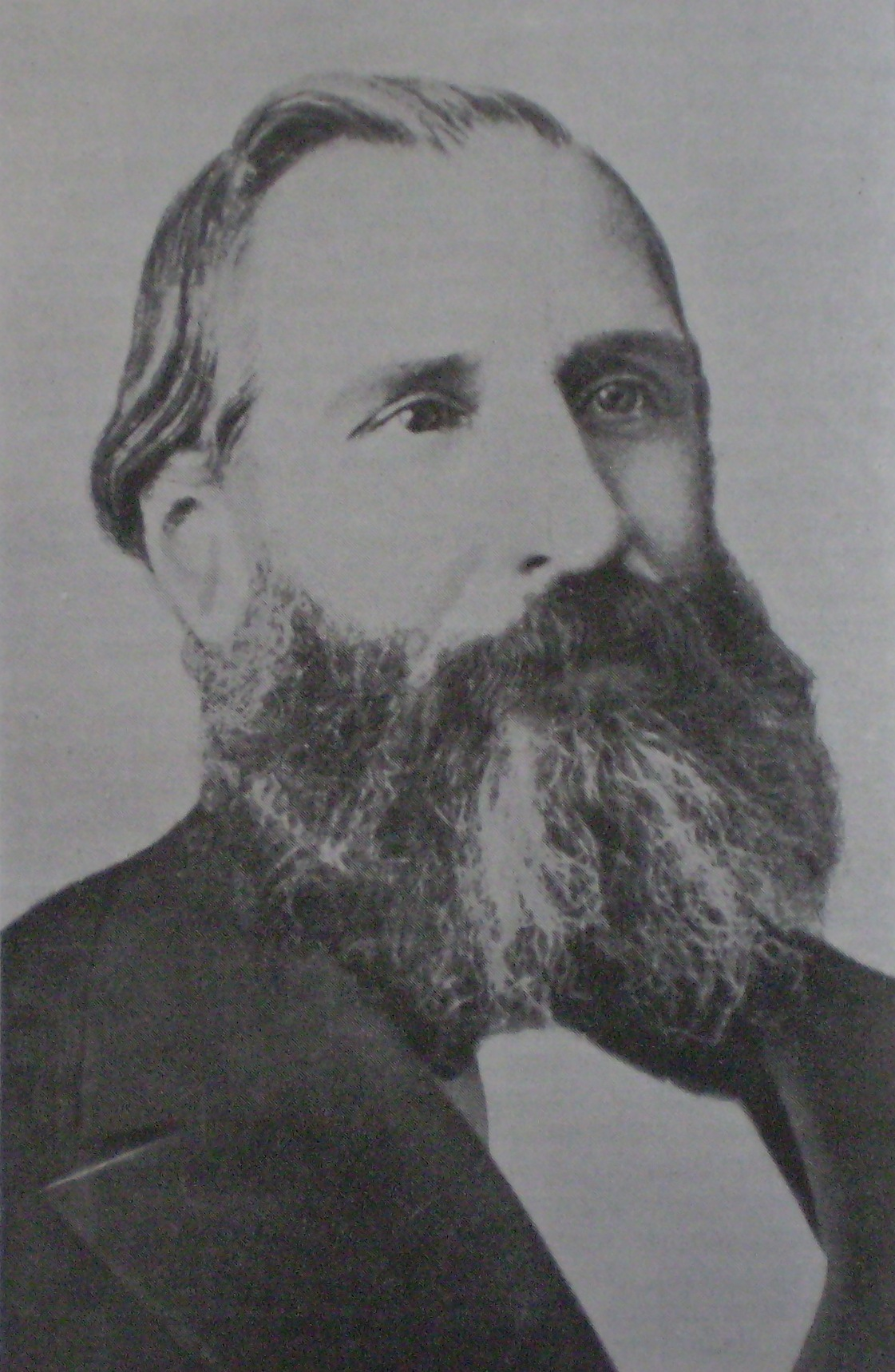
Adolfo Alsina

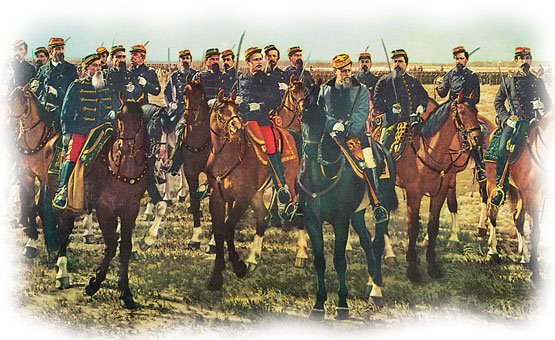
La Conquista del Desierto

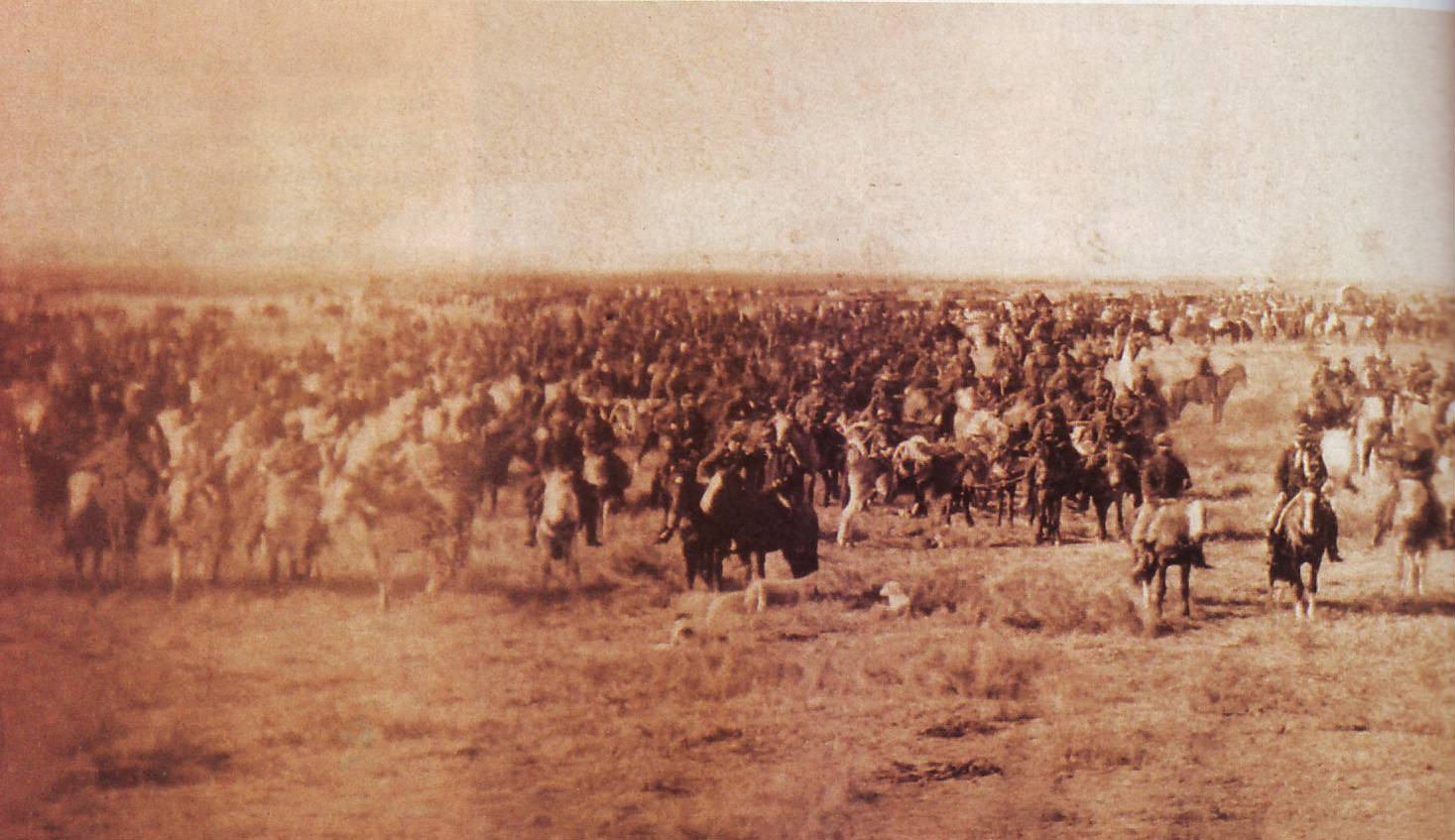
El Ejército Argentino en la ribera del Río Negro.

La presidencia Avellaneda, por impulso de su ministro de guerra Adolfo Alsina, incorporó el telégrafo a las comunicaciones militares.
Al solicitar al Congreso los fondos necesarios para el tendido de 771 km de línea hacia las comandancias de frontera decía Avellaneda "Son incalculables en la práctica los inconvenientes y perjuicios que origina la falta del telégrafo" y Alsina explicaba que "el telégrafo sirve tanto en la paz como en la guerra, para que el gobierno este al habla con el Ejército, y el Ejército al habla con el Gobierno". 
Pese al avance de la telegrafía eléctrica, en noviembre de 1875, Lorenzo Trant, director de las líneas telegráficas del estado, proponía complementarla con telégrafos ópticos que enlazarían los fortines de la frontera. Consideraba que las líneas eléctricas quedaban expuestas a ser destruidas por los indios y que toda línea que se definiera en la frontera occidental tendría carácter provisorio hasta la ocupación definitiva del territorio, por lo que no resultaba eficiente el tendido de líneas que unieran los puestos entre sí. Proponía instalar equipos ópticos que utilizarían el mismo código Morse, del tipo creado por "un señor Mance, director de una compañía telegráfica en la India", a los que llamaba heliógrafos, y manifestaba haber efectuado pruebas satisfactorias entre la ciudad de Buenos Aires y Quilmes.
Alsina dispuso en enero de 1876, que se creara la "Escuela Telegráfica" en el Colegio Militar. El artífice del Telégrafo Militar sería el teniente coronel de ingenieros Higinio Vallejos.
Su uso en la Campaña del Desierto en reemplazo de las señales mediante cañonazos y del uso de chasquis fue intenso y facilitó la logística y coordinación de las operaciones. Entre abril de 1876 y julio de 1877 las diversas oficinas del Telégrafo Militar intercambiaron 52218 telegramas por su red de 696 km. La cabecera estaba instalada en el Ministerio de Guerra y Marina en la Casa de Gobierno y contaba con 11 aparatos Morse atendidos por 30 hombres entre oficiales, suboficiales y soldados.
El 18 de junio de 1879 Avellaneda saludaba por telégrafo al comandante de la expedición Roca: "Mis felicitaciones y las de toda la Nación. Lo saludo en las márgenes del Río Negro y del Neuquén donde su presencia realiza los votos de muchas generaciones".
Así, pronto "No quedó Comandancia, fuerte o fortín sin la debida instalación de este valioso auxiliar de la defensa, porque, no solo evitaba demoras que traían graves perjuicios en las operaciones militares, sino que también producía economías importantes en cientos de soldados y caballos que se empleaban en las comunicaciones sin hilos. Las líneas telegráficas fueron debidamente tendidas por nuestros soldados y sin interrupción alguna hasta algo después de 1885. La vida de los telegrafistas de frontera alcanzó los grados de heroísmo, no sólo por los riesgos a que su libertad y vida se hallaban expuestos, sino por las privaciones y sufrimientos que debieron soportar trabajando duramente jornadas de sacrificios y ganando sueldos de hambre"
En el proceso previo a la revolución de 1880 el control del telégrafo era ya considerado fundamental por todas las partes del conflicto suscitado por la sucesión de Avellaneda, conflicto que en pleno auge del fraude electoral no se resolvía en las urnas sino a través de la capacidad de los partidos de controlar las fuentes efectivas de autoridad (Juez de Paz, policía, municipalidad) y de información: telégrafo y periódicos. Así, como ejemplo, cuando en 1879 el teniente 1° de artillería Joaquín García, oficial 1° de la Comisaría de Guerra del puerto de Bahía Blanca, se pone a disposición de Dardo Rocha, partidario de Roca, se preocupa en aclarar para valuar sus servicios que tiene "a sus órdenes el Telégrafo".
En abril de 1880 el gobierno encargó a los ingenieros Alfredo Ebeto y mayor Santiago Buratovich, que servían a las órdenes del coronel Conrado Villegas, la construcción de una línea telegráfica que debía unir en un primer tramo la ciudad de Bahía Blanca con Carmen de Patagones, y desde allí seguiría por Choele Choel hasta Neuquén, por la margen izquierda del Río Negro (Argentina).
El 10 de abril de 1888 el presidente Miguel Juárez Celman crea una unidad de telegrafistas en el Ejército. En 1897 fueron movilizadas unidades de la Guardia Nacional en previsión de un conflicto con Chile y para ese entonces esa milicia contaba con un regimiento de ingenieros que recibió instrucción específica en telegrafía de campaña.
En 1908 el primer reglamento para las tropas de telegrafistas de campaña descartaba las líneas subterráneas por el tiempo que exigía su instalación, prefiriendo las aéreas (alambre desnudo) o tendidas (alambre aislado sobre el suelo). En ese entonces la compañía de telegrafistas contaba con un capitán y cuatro oficiales, 22 suboficiales y 101 soldados, 14 carros y 118 caballos.
En conclusión, la introducción de la telegrafía eléctrica en el Río de la Plata se produjo en un marco de tensiones bélicas de los países de la región y bajo la influencia de potencias extranjeras. Para los paraguayos, estaba claro que la telegrafía era estratégica para la guerra. Los porteños tuvieron bien claro eso cuando, 15 años más tarde, la utilizaron para desplazar de la pampa húmeda a los pueblos originarios y dedicarla a la agroganadería. Terminadas las acciones militares, la telegrafía eléctrica se utilizó fundamentalmente para los negocios de la burguesía agraria. La comunicación entre los pueblos debía seguir esperando.
Del 10 al 25 de julio de 1910, año del Centenario, se realizó en Buenos Aires el Congreso Científico Internacional Americano. Durante el mismo y como parte de la Sección Ciencias Militares, presidida por el general de brigada Pablo Riccheri, funcionó una "Subsección Telegrafía" a cargo de los ingenieros militares Enrique Mosconi y Agustín Pedro Justo. Los temas tratados en el congreso incluían estudios relativos a los equipos de telegrafía eléctrica portátil de campaña y montaña, equipos portátiles de telegrafía óptica, de telegrafía sin hilos, teléfonos con y sin hilos, etc.